# Хронологія російського вторгнення в Україну (червень 2025)
Ця стаття є частиною хронології повномасштабного російського вторгнення в Україну з 24 лютого 2022 року, яка є частиною хронології російської збройної агресії проти України з 2014 року.
Про події попереднього місяця — див. у статті Хронологія російського вторгнення в Україну (травень 2025).

## 1-10 червня

### 1 червня
Генштаб ВСУ заявив, що за добу ЗС РФ втратили 1230 окупантів. Вночі ЗС РФ атакувала Україну рекордними 479 засобами повітряного нападу, З вечора 31 травня російські війська атакували:
- 472 ударними БпЛА типу Shahed і безпілотниками-імітаторами різних типів;
- 3 балістичними ракетами Іскандер-М/KN-23;
- 4 крилатими ракетами повітряного та наземного базування Х-101, Іскандер-К.

Основні напрямки повітряного удару ворога були Київщина, Харківщина, Сумщина, Житомирщина, Одещина, Донеччина, Дніпропетровщина та Запоріжжя. Зафіксовано влучання у 18 локаціях. Силами ППО України знищила три крилаті ракети та 210 дронів, 172 БпЛА — локаційно втрачені. Росіяни атакував Запоріжжя щонайменше сімома дронами Shahed-136. Одна людина поранена, пошкоджені об'єкти критичної інфраструктури та приватні будинки.
ЗС РФ штурмували ЗСУ на кордоні Сумської області. Найактивніші дії фіксують у напрямку населених пунктів Басівка та Журавка. DeepState повідомляв про просування російських військ в районі села Олександрія на Сумщині.
На залізничній ділянці близ Якимівки Мелітопольського району підірвано російський військовий потяг. Відбулися падіння мостів у РФ.
ЗС РФ вдарили по навчальному підрозділу ЗСУ в Дніпропетровській області, 12 військових загинуло і понад 60 постраждали. Командувач Сухопутних військ Михайло Драпатий подав у відставку.
На Миколаївщині постраждали двоє осіб внаслідок атаки FPV-дронами по Куцурубської громаді. Вранці російська армія обстріляла село Тернувате Запорізького району, внаслідок чого загинули троє жінок.

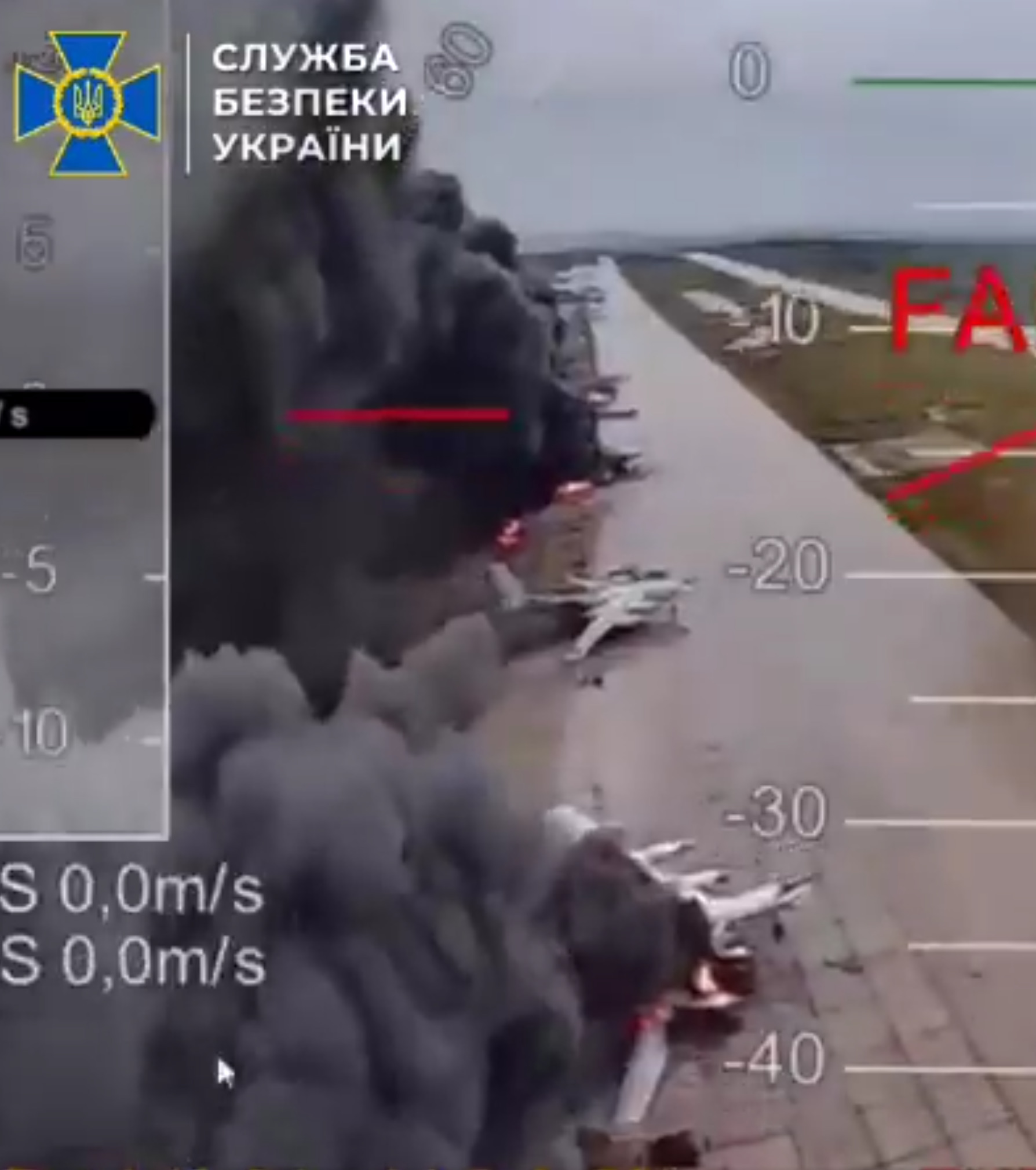
Російські літаки стратегічної авіації, авіабаза Біла. 1.06.2025

Вранці СБУ провела масштабну операцію Павутина проти російської стратегічної авіації. За їхніми даними, атакам fpv-безпілотників піддалися чотири військові авіабази РФ:
- Оленья в Мурманській області,
- Дягілєво в Рязанській,
- Біла в Іркутській,
- Іваново в однойменній області.

На аеродромах базуються стратегічні бомбардувальники Ту-95МС, Ту-22М3, а також літаки дальнього радіолокаційного виявлення А-50, які РФ використовує для виявлення українських ППО. Розробка планувалась 1,5 роки і було застасовано 117 БПлА, вражено до 40 літаків. Влада США була попереджена про підготовку операції з ліквідації літаків РФ.
Лунали вибухи біля бази підводних човнів РФ у Північноморську — одному з ключових стратегічних міст, де базуються атомні підводні човни ВМФ РФ, оснащені ядерними боєголовками.
ЗС РФ скинули вибухівку з БпЛА на автівку в Комишанах на Херсонщині, постраждало 2 дитини. У Запорізькій області росіяни атакували село Терни, вбивши трьох жінок, наймолодшій було 18 років.

### 2 червня
Вночі ЗС РФ атакували Україну 84-ма засобами повітряного нападу:
- 80 ударних БпЛА;
- 3 балістичні ракети Іскандер-М/KN-23 із Воронезької області;
- 1 крилату ракету Іскандер-К із Брянської область.

Основні напрямки повітряного удару — Харківщина, Чернігівщина, Донеччина та Херсонщина. Повітряний напад відбивали авіація, зенітні ракетні війська, підрозділи РЕБ та безпілотних систем, мобільні вогневі групи Сил оборони України. ППО знешкодила 52 БПЛА, 37 — локаційно втрачені/подавлені РЕБ. На фронті зафіксовано 117 боїв.
Внаслідок російських ударів у Харкові пошкоджені щонайменше 26 будівель.
ЗС РФ двічі атакували рятувальників та їх частину у Запорізькій області, поранено 12 осіб.
ЗС РФ окупували Костянтинівку на Сумщині та просунулися в Олексіївці, Рідкодубі і біля Карпівки за повыдомленням DeepState.
Війська РФ вдарили по Херсону близько 8 години ранку. Поранено трьох людей, серед них п'ятирічна дитина. Близько 17:00 росіяни атакували з дрона медичне авто в Херсоні: водій загинув, двоє медиків зазнали поранень.
Двоє військовослужбовці загинули внаслідок атаки в ніч на Борисоглібський навчальний авіаційний центр у Воронезькій області РФ.
У Стамбулі делегації України та Росії домовились про обмін полоненими «всіх на всіх» по двох категоріям — важко поранених і тяжко хворих військовополонених та молодими солдатами, яким від 18 до 25 років. Також домовились обмінятися тілами загиблих військових в кількості 6000 на 6000.
Повний текст російського «меморандуму» опублікували росЗМІ. Цей документ нібито передали сьогодні Україні на переговорах у Стамбулі.
- Вивід військ України з 4 областей (Луганщина, Донеччина, Запоріжжя та Херсонщина), а також визнання їх і Криму російськими. Це перша опція для припинення вогню.
- Нейтралітет України (відмова від НАТО) та проведення виборів президента і парламенту, а потім підписання мирного договору.
- Заборона на передислокацію ЗСУ за винятком переміщень для відведення військ.
- Заборона на прийом і розміщення ядерної зброї в Україні, а також поставок західної зброї й розвідданих.
- Зняття всіх санкцій проти Росії і відмову від нових, а також відмова від репарацій РФ.
- Амністія російських політв'язнів і захист «російськомовного населення».

На думку ISW, українські та російські делегації зустрілися в Стамбулі і досягли згоди лише щодо обміну військовополоненими. Відмова Росії передати Україні меморандум з умовами мирної угоди перед зустріччю зробила зустріч в значній мірі непродуктивною і ще більше затягнула процес переговорів. Російські війська, здавалося, посилювали зусилля з розширення лінії фронту в північному Сумському окрузі вздовж трьох осей наступу на північ і північний схід від Сум. Українські сили просунулися поблизу Великої Новосілки, а російські війська досягли успіхів поблизу Лимана, Часів Яру та Торецька.
ЗС РФ просувалися вперед в Олексіївці, Ридкодубі та поблизу Карпівки, контролювали 100 км² в Сумській області.

### 3 червня
Згідно заяви Генштабу ВСУ, ЗС РФ втратили 1100 окупантів. На думку ISW, російські чиновники публічно визнали, що Росія прагнула «повного знищення» України, що свідчило про відсутність зацікавленості Росії в мирних переговорах у дусі доброї волі та швидкому вирішенні війни. Росія продовжувала виробляти та накопичувати ракети і дрони для удару по Україні, що свідчило про те, що Росія як і раніше прагне виграти війну військовими засобами. Українські сили просунулися вперед у Курській області, а російські війська досягли успіхів поблизу Курахового.
Вночі війська ЗС РФ атакували Україну 112 ударними БПЛА типу Shahed і безпілотниками-імітаторами різних типів із напрямків: Курськ, Орел, Міллерово, Приморсько-Ахтарськ, а також мису Чауда. ППО знешкодила 75 БПЛА типу Shahed (безпілотників інших типів) на сході, півдні та півночі України. З них 60 збили вогневі засоби ураження, ще 15 локаційно втрачені/подавлені РЕБ. Основними напрямками повітряного удару були Чернігівська, Харківська, Сумська, Полтавська, Одеська і Донецька області. Зафіксовані влучання в 11 локаціях.
Внаслідок обстрілу з РСЗВ російськими військами села Чистоводівка Куньєвської громади загинули дві особи, ще 3 дістали поранення.
Вранці, близько 4 години, Україна атакувала Кримський міст. 1100 кг вибухівки в тротиловому еквіваленті підклали під опори мосту. Вибух сильно пошкодив підпірки мосту на рівні дна. Фактично міст перебуває в аварійному стані, кажуть силовики.

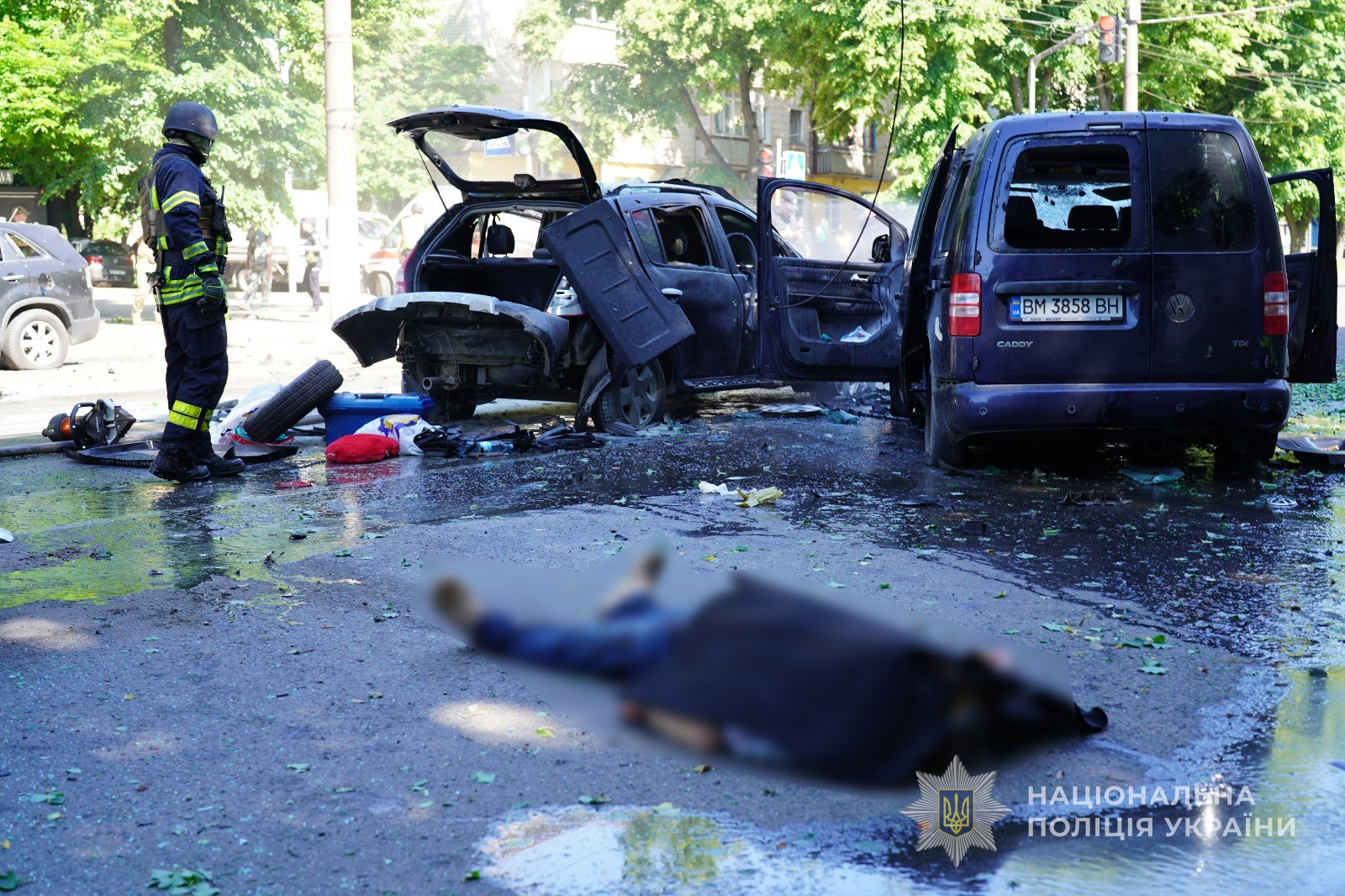
Наслідки влучання ракетою по Сумах

Вранці близько 9 години, росіяни вдарили по Сумах із далекобійної РСЗВ Смерч. Удари зафіксували одночасно в різних місцях міста, загинули 5 людей, ще 30— поранені, з них троє дітей. Під ударами опинились автомобілі, будинки та лікарня. Російські війська завдали удару по автомобілю ДСНС у Василівському районі Запорізької області. Це вже третя за два дні атака на підрозділи рятувальників.
ЗСУ уразили два пункти управління безпілотними літальними апаратами, вісім артилерійських засобів, дев'ять районів зосередження особового складу, озброєння й військової техніки противника, а також один ворожий склад боєприпасів. На фронті протягом доби зафіксовано 178 бойових зіткнень. Супротивник завдав по позиціях українських підрозділів та населених пунктах трьох ракетних і 77 авіаційних ударів, застосував чотири ракети й 101 керовану бомбу. Крім цього, здійснив 6111 обстрілів, з них 90 — із реактивних систем залпового вогню, та залучив для ураження 3669 дронів-камікадзе.
В вечері в районі Чонгарського мосту, який сполучає тимчасово окупований Крим із материковою частиною України, зафіксували масштабну пожежу.
Президент Зеленський змінив Командувача Десантно-штурмових військ ЗСУ. Новим керівником голова держави призначив бригадного генерала Апостола Олега Орестовича.
Прем'єр-міністр Угорщини Віктор Орбан заявив, що зробить все від нього залежне, щоб не допустити вступу України до Європейського Союзу, інакше він не зможе дивитися собі в очі. Він вважав, що розширення ЄС було гарною ідеєю, але вступ України був винятком. Він засудив брюссельську бюрократію за тиск на Україну, щоб вона вступила до ЄС, описуючи її вступ як спосіб контролювати політичні втрати в невдалій війні, але шкідливий для інтересів Угорщини і шкодливий для європейської економіки.
Центр стратегічних і міжнародних досліджень (CSIS), американський аналітичний центр, що займається питаннями державної політики, опублікував звіт, згідно з яким загальна кількість військових жертв між Росією та Україною склала майже 1,4 мільйона, у тому числі близько 400 тисяч убитих або поранених українських солдатів, тоді як Росія втратила понад 950 тисяч убитих або поранених солдатів, а на полі бою загинуло аж 250 тисяч військових. Ці втрати підкреслили явне зневажливе ставлення Путіна до власних військ. Незважаючи на великі втрати, Росія продовжувала покладатися на великомасштабні атаки. З січня 2024 року цей метод дозволив російській армії захопити менше 1 % території України, зазвичай просуваючись лише на 50 м на день. Водночас показник втрат військової техніки також був дуже високим. У деяких районах бойових дій показник втрат Росії досяг 5 одиниць техніки, тоді як Україна втратила лише 1.

### 4 червня
Згідно заяви Генштабу, ЗС РФ втратили 1020 окупантів за добу. Сили ППО знешкодили 61 із 95 безпілотників, якими росіяни з вечора 3 червня атакували Україну. Основними напрямками повітряного удару були Харківська, Сумська, Дніпропетровська, Одеська і Донецька області. Повітряний напад відбивали авіація, зенітні ракетні війська, підрозділи РЕБ і безпілотних систем, мобільні вогневі групи Сил оборони України. Силами ППО знешкоджено 61 безпілотник, із них 36 збито вогневими засобами ураження, 25 локаційно втрачені/придушені РЕБ.
ЗС РФ вдарили авіабомбою ФАБ-250 по житловому кварталу Родинського, що на Донеччині. Внаслідок атаки поранень зазнали четверо цивільних. В Одеській області росіяни атакували амбулаторію.
Вночі російські загарбники атакували Лебединську громаду Сумської області. Є влучання 12 дронами по заводу з виробництва біоетанолу. Пошкоджено цистерни, стався розлив патоки. Вночі в Ярославлі РФ сталася пожежа на моторному заводі «Автодизель» (ЯМЗ), де виробляють дизельні двигуни, зокрема для міжконтинентальних комплексів РС-12М «Тополь» і РС-24 «Ярс». По навчальному полігону ЗСУ на Полтавщині було завдано ракетного удару, є поранені.
Розвідникам бригади артрозвідки Чорний ліс вдалося виявити та скоригувати удар по РЛС Зоопарк-1М у момент розгортання. За інформацією з відкритих джерел, орієнтовна вартість такої РЛС приблизно 25 млн доларів.
Росія має намір розмістити 10 тисяч військовослужбовців у невизнаному Придністров'ї, що межує з Одеською областю України, заявив прем'єр-міністр Молдови Дорін Речан, посилаючись на дані розвідки Молдови.
Хакери ГУР атакували ресурси конструкторського бюро «Туполєв», отримавши важливі дані про виробника стратавіації Росії. Кіберкорпус ГУР тривалий час стежив за документообігом цього підприємства і за підсумком зміг отримати доступ до критично важливих даних обсягом більше 4,4 Гб. Дані включають конструкторську документацію, ділове листування, дані про співробітніків. Окрім цього, розвідники зламали офіційний сайт «Туполєва».
На фронті протягом доби відбулося 169 бойових зіткнень. На Покровському напрямку захисники відбили 61 атаку ворога, Курський плацдарм росіяни атакували 31 раз. Також було зафіксовано влучання засобів повітряного нападу противника у 16 локаціях.
У Брюсселі відбулося 28-ме засідання Контактної групи з питань оборони України у форматі «Рамштайн». Міністр оборони України Рустем Умєров заявив про нові пакети допомоги та ініціативу з виробництва зброї.
Канадський виробник бронемашин Roshel переніс частину свого виробництва на територію України.

### 5 червня
Згідно заяви Генштабу, ЗС РФ втратили 930 окупантів за добу, запустили по Україні 103 БПЛА і ракету Іскандер-М/KN-23. Основними напрямками повітряного удару стали Чернігівська, Харківська та Одеська області. Збито 74 БпЛА: 28 — збито вогневими засобами ураження, 46 — локаційно втрачені/подавлені РЕБ. У Брянській області ЗСУ вразили Іскандер.
ЗС РФ вночі атакували ракетою та дронами Слобідський район Харкова. 19 постраждалих, серед них 13-річна дитина, 17-річна дівчина та вагітна жінка. Один влучив у квартиру на 17 поверсі багатоповерхівки. В іншому багатоквартирному будинку удар припав на 2 поверх. Постраждали 7 багатоповерхівок, повністю згоріли 4 авто у дворах.
ЗС РФ вночі вдарила по Прилуках на Чернігівщині за допомогою БпЛА. Через атаку загинули 5 людей, 6 — зазнали поранень. Виникли пожежі в житловому секторі. Знищено два житлові будинки, два гаражі, одну господарську споруду та автомобіль.

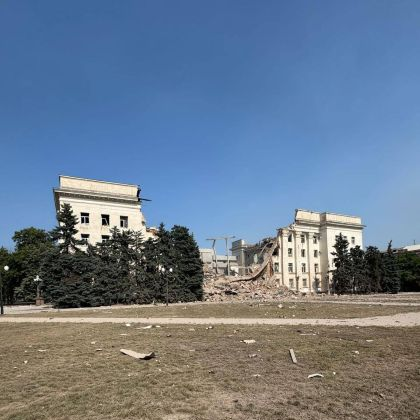
Залишки будівлі Херсонської ОДА після російського бомбардування

Росіяни скинули чотири КАБи на центр Херсона і пошкодили будівлю ОДА. Тоді постраждали троє людей, а вде через пару годин вдень російські агресори завдали повторного удару по будівлі Херсонської обласної державної адміністрації та знищили її.
ЗСУ та СБУ завдали ракетного удару по комплексу «Искандер» у Брянській області. Ракетна установка 26-ї ракетної бригади ЗС Росії була виявлена в районі міста Клінці Брянської області під час підготовки до удару по одному з українських населених пунктів. Ймовірно — Києву. Це перше зафіксоване ураження данної техніки за час початку війни.
Україна та Японське агентства міжнародного співробітництва (JICA) підписали угоду, необхідну для отримання 3 млрд доларів за ініціативою Extraordinary Revenue Acceleration (ERA). Кошти погашатимуться за рахунок доходів, отриманих від заморожених активів РФ.
Внаслідок атаки українських БПЛА вночі у аеропорту «Брянськ» у селі Жовтнев знищено вертоліт Мі-8, пошкоджено Мі-35.

### 6 червня

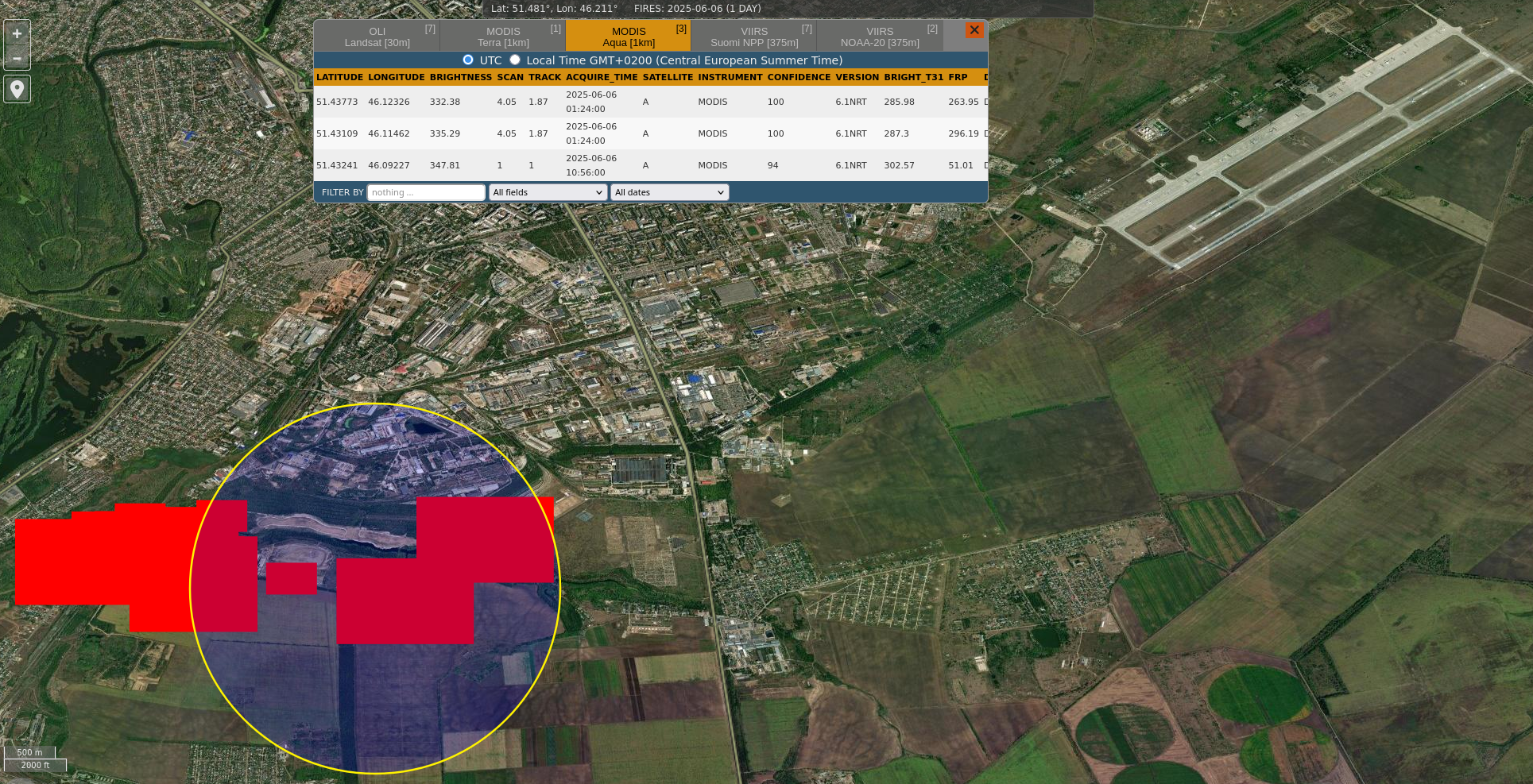
Пожежі після атак України в Росії, зафіксовані супутниками 6 червня 2025 року

Згідно заяви Генштабу, ЗС РФ втратили 116 0окупантів. Вночі завдано успішного удару по аеродрому «Енгельс» у Саратовській області. Також уражено аеродром «Дягілево» у Рязанській області, де базуються повітряні заправники та винищувачі супроводу, які використовуються для забезпечення ракетних ударів по території України. У Саратовській області підтверджено численні влучання у щонайменше три резервуари з пально-мастильними матеріалами на «Комбінат Кристал» з подальшим займанням та масштабною пожежею на об'єкті. Зафіксовано ураження логістичного пункту 30 мотострілецького полку 72 мотострілецької дивізії армії РФ у районі населеного пункту Кульбаки Курської області.

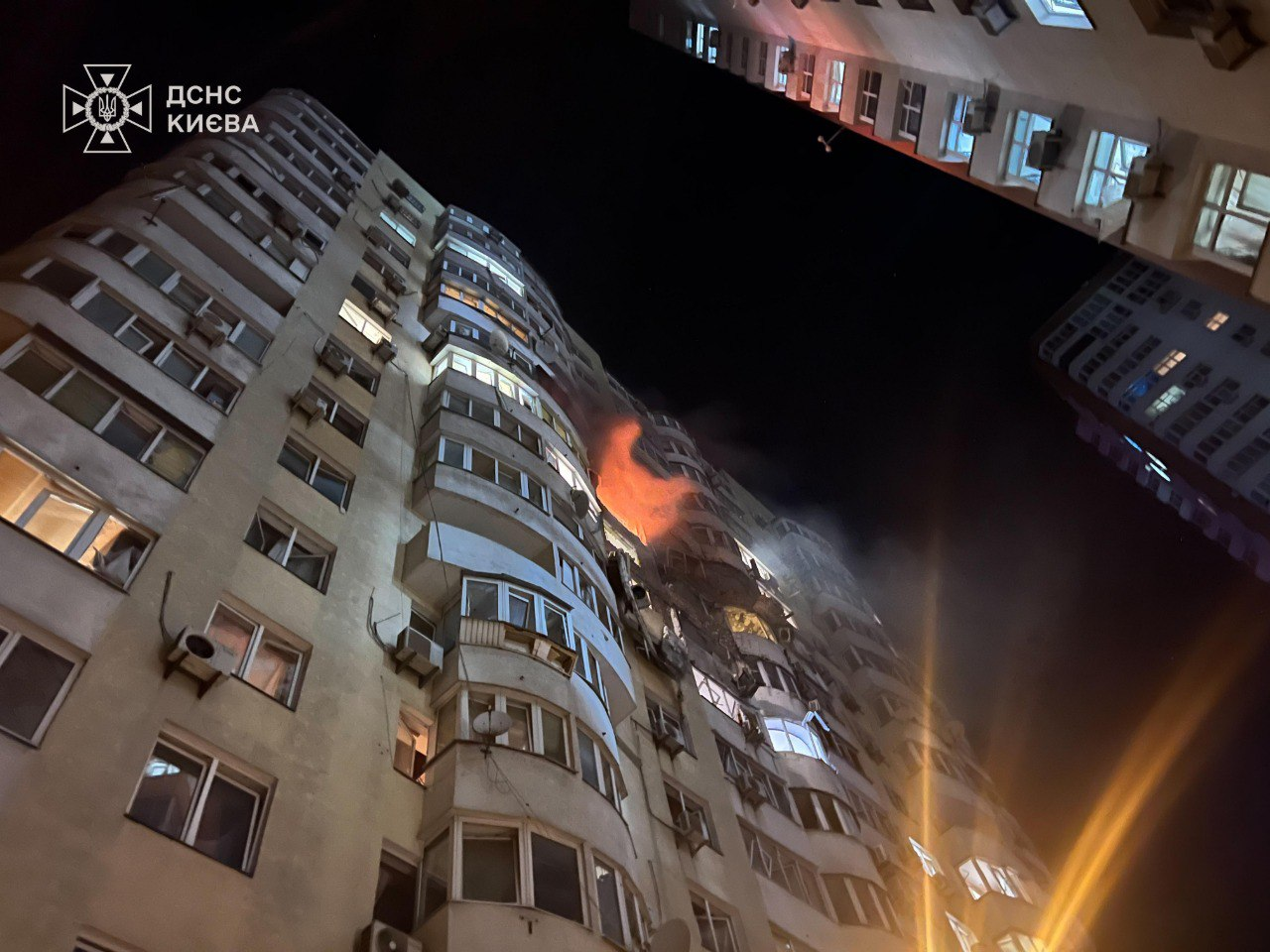
Пошкоджений будинок у Києві

ЗС РФ атакували 407 БпЛА та 44 ракетами, ЗСУ збили 199 БПЛА, 4 балістичні ракети Іскандер-М/KN-23, 30 крилатих ракет Х-101 і 2 крилаті ракети Іскандер-К. У Києві загинуло троє рятувальників ДСНС, ще 9 отримали поранення.
Внаслідок удару РФ по Тернополю постраждали 10 людей, з них — 5 рятувальників.
Армія РФ атакувала Чернігів безпілотниками типу «Герань-2», крилатою ракетою та «Іскандер-М». Російські війська били по житловому масиву — пошкоджені багатоквартирні та приватні будинки, об'єкти критичної інфраструктури та соціальної сфери.. Четверо людей поранені, одна людина загинула.
По Луцьку росіяни запустили 15 дронів і шість ракет. Постраждало 30 людей, ще 1 людина померла. Внаслідок масової атаки на Луцьк пошкоджено дев'ятиповерховий будинок, понад 2 тисячі вікон, навчальні заклади та інші об'єкти.
У Кременчуцькому районі на Полтавщині внаслідок обстрілу пошкоджені адмінбудівлі та складські приміщення кількох підприємств, а також кав'ярню. На території області зафіксовано падіння уламків на приватний будинок. Троє людей зазнали поранень.
Ввечері росіяни атакували Харків керованими авіабомбами. Влучання зафіксували в промзоні Київському районі міста.
Трьом колишнім міністрам оборони України часів Януковича повідомили про підозру в державній зраді, це Михайло Єжель, Дмитро Саламатін і Павло Лебедєв.
Адміністрація Трампа намагається змусити сенатора-республіканця Ліндсі Грема значно пом'якшити законопроєкт про санкції проти Росії. Зокрема, вони запропонували додати винятки, які дають змогу Трампу обирати, проти кого або чого буде запроваджено санкції, а також замінити слово «shall» (обов'язково, приписано) на «may» (може, дозволено) скрізь, де воно трапляється в тексті законопроєкту. Співрозмовники газети вважають, що ці поправки зроблять законопроєкт «беззубим».
Французька автомобільна компанія погодилася налагодити в Україні виробничі лінії дронів для потреб двох армій. Нові дрони також постачатимуться французьким військовим.

### 7 червня
ЗС РФ окупували ще два населені пункти на півночі Сумської області. Неподалік іще трьох ворог має тактичні просування біля сіл Біловодів, Локні та Садків. Про це заявив аналітичний проєкт DeepState. Села Кіндратівка та Олексіївка були захоплені росіянами. На фронті відбулося 193 зіткнення.
Вночі війська ЗС РФ атакували Україну 215 засобами повітряного нападу:
- 206 ударними БПЛА типу Shahed і безпілотниками-імітаторами різних типів із напрямків: Брянськ, Курськ, Орел, Міллерово, Приморсько-Ахтарськ, а також Чауда (тимчасово окупований Крим);
- двома балістичними ракетами Іскандер-М/KN-23 із Воронезької області;
- шістьма керованими авіаційними ракетами Х-59/69 із літаків тактичної авіації з повітряного простору тимчасово захопленої частини Запорізької області;
- однією крилатою ракетою Іскандер-К із Ростовської області.

ППО України знешкодила 174 засоби повітряного нападу:
- 87 безпілотників збиті вогневими засобами, 80 локаційно втрачені/подавлені РЕБ;
- шість керованих ракет Х-59/69;
- один Іскандер-К.

Зафіксовано влучання у 10 локаціях, падіння збитих (уламки) — у 7 локаціях. У Дніпрі через нічну атаку РФ понад 5 тисяч абонентів залишилися без світла, також є перебої із водопостачанням. Вибухами пошкоджені 10 житлових будинків, дві школи та два дитячих садки, також руйнування від російських атак ліквідовують і в Павлограді. 27 понівечених багатоповерхівок. Руйнування є також у спорткомплексі та гімназії.

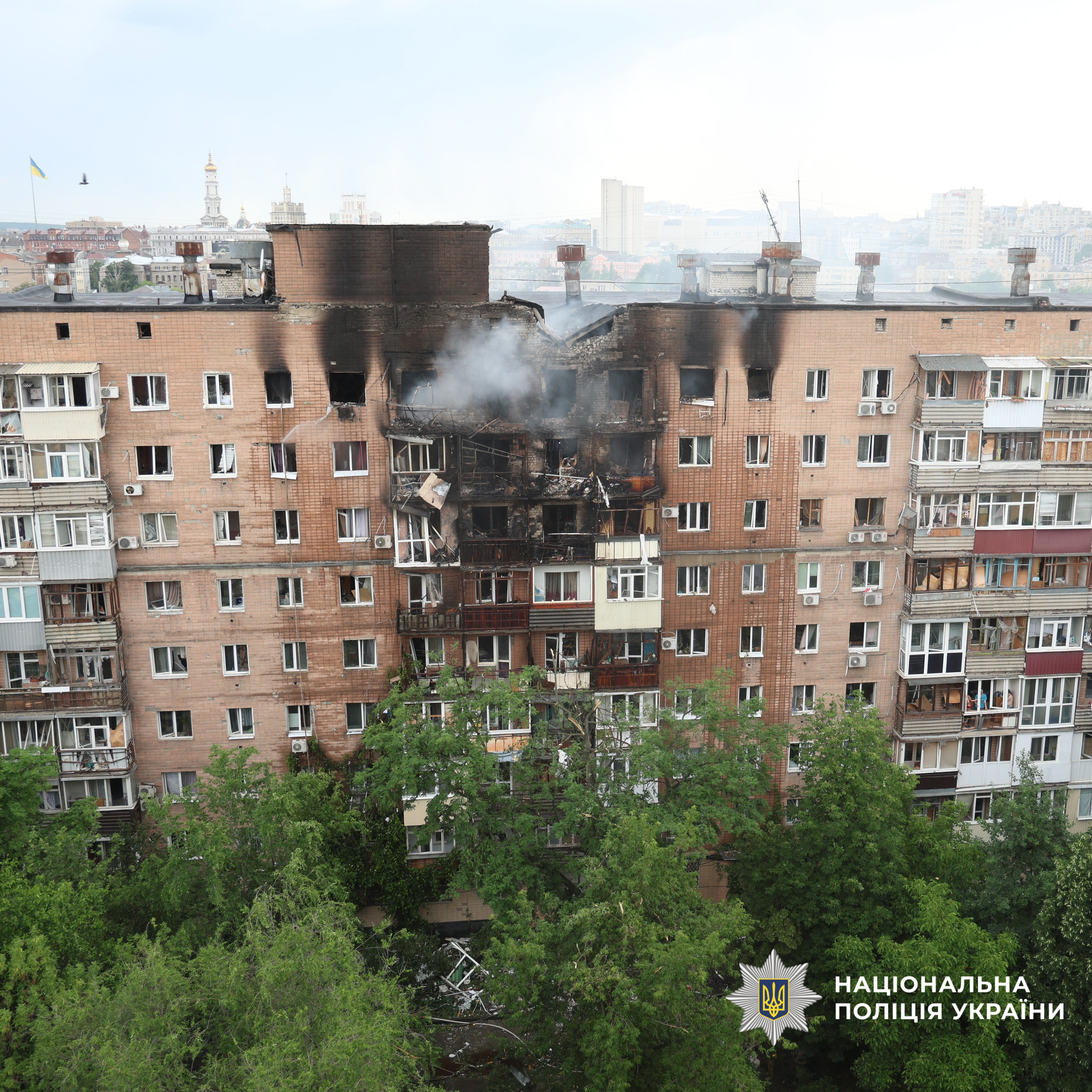
Руйнування в Харкові

Найбільшого руйнування нічна атака заподіяла Харкову, загинули троє людей та 22 постраждали. У Київському районі 6 БпЛА влучили по території цивільного підприємства, вибухи зафіксовано в Основянському районі.
Вранц на Курському напрямку збито російський винищувач Су-35.
Росіяни обстріляли Донеччину, дві людини загинули в Яблунівці Іллінівської громади. Там пошкоджено два будинки. У Костянтинівці загинула жінка.
У російському Кстові в Нижньогородській області БПЛА атакували промислову зону концерну Лукойл — «Битумное производство», влучання зафіксовано по виробництву бітуму.
Вдень російські загарбники вдруге за добу атакували Харків, пошкоджено дитячу залізницю, в Київському районі пошкоджено приватний житловий будинок. Дві людини поранено, одна померла.
В Росії у підмосковному місті Пушкіно на складі з пальним сталося потужна пожежа. Вогонь охопив територію площею понад 21 тис. м2.
Сили оборони Півдня України вразили локомотив із колоною російської техніки. Втрати противника склали: 13 танків, більше сотні одиниць броньованої та автомобільної техніки.
Українським пілотам F-16 вперше вдалося збити сучасний російський Су-35, на Курському напрямку. Український F-16 запустив ракету AIM-120, російський пілот встиг катапультуватися, а українські винищувачі повернулися на базу без втрат.

### 8 червня

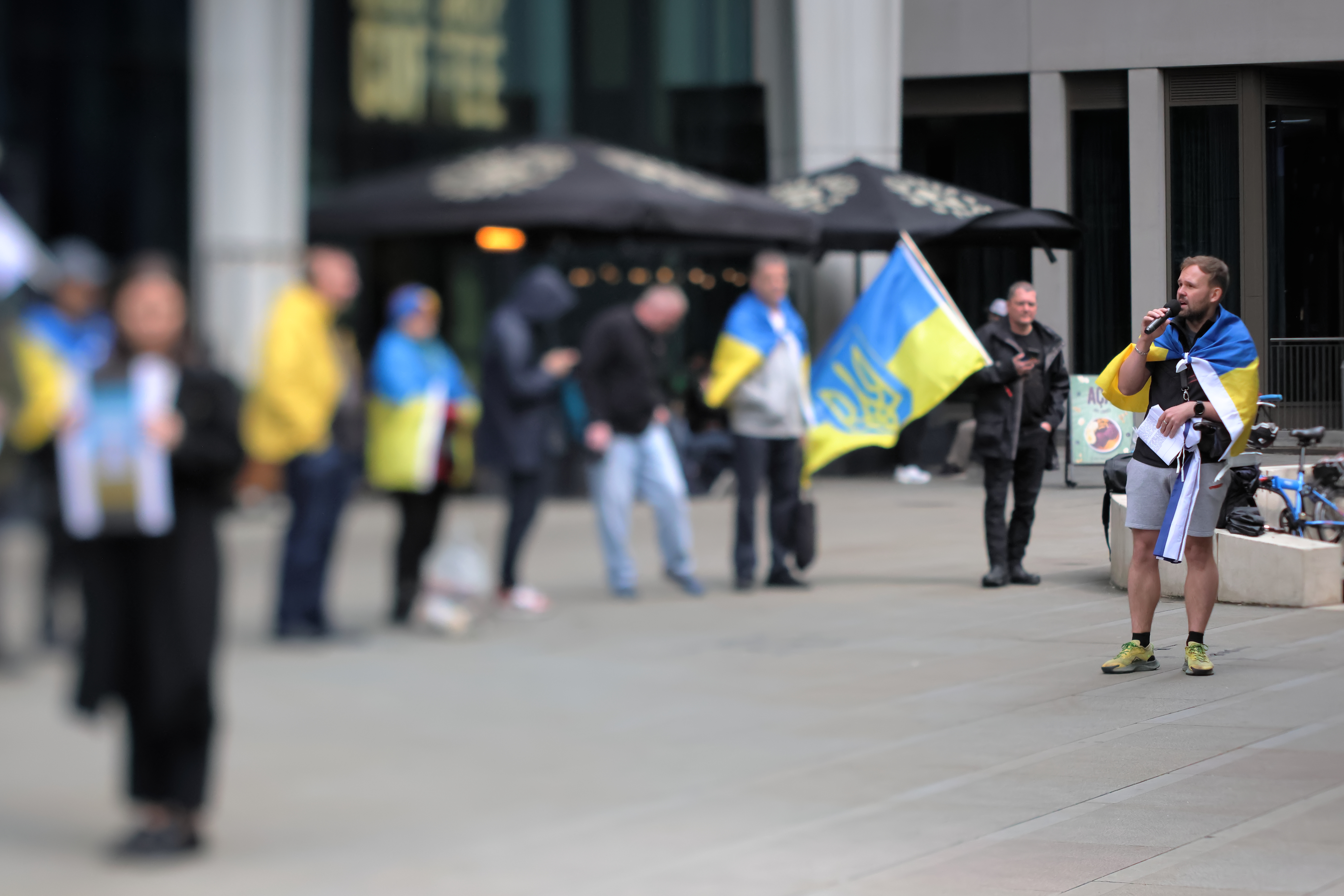
Демонстрація на підтримку України в Манчестері

Згідно заяви Генштабу, ЗС РФ втратили 1120 окупантів. Вночі ППО України знищила 67 із 98 російських БпЛА типу Shahed. Атака велася з напрямків: Курськ, Воронеж, Приморсько-Ахтарськ. Основні цілі — Чернігівська, Сумська та Одеська області. Знешкоджено: 42 БпЛА збито вогневими засобами, 25 — придушено РЕБ.
DeepState підтвердив окупацію російськими військами сіл Кіндратівка та Олексіївка на півночі Сумщини. Ворог продовжує наступ у напрямку Локні та Біловодів, відсунувши лінію фронту на 20 км від Сум.
Вдень ЗС РФ завдали комбінованого удару по Харківу: 3 ракети Х-101 та 12 «Шахедів». Влучання зафіксовано у Індустріальному районі — зруйновано складський комплекс, пошкоджено трамвайне депо. Загинула 1 особа, 7 постраждали.
ТрО Донеччини ліквідували ворожу ТОС-1 «Солнцепьок» під Краматорськом. Вибух боєкомплекту спричинив масштабну пожежу, знищено 2 одиниці супутньої техніки.
Підрозділи СБУ у співпраці з ГУР здійснили диверсію на залізничному вузлі Луганська. Підірвано локомотив 2ТЕ116 із цистернами з ПММ, що перевозив техніку 3-го АК РФ. Логістичний потяг повністю знищено.
У вечері, російські війська завдали удару керованими авіаційними бомбами по передмістю Харкова. Міський голова Ігор Терехов заявив про найпотужнішу атаку на місто за весь час повномасштабної війни — на місто одночасно летіли ударні дрони, КАБи і ракети. Пошкоджено 18 багатоквартирних будинків та 13 приватних домоволодінь.
Адміністрація США схвалила новий пакет військової допомоги Україні на $400 млн, який включає:
- 12 HIMARS із боєкомплектом
- Системи ППО NASAMS
- 50 бронеавтомобілів M1151
- Протирадіолокаційні ракети AGM-88 HARM[148]

Ізраїль надав Україні кілька ракетних систем Patriot, що стало значним посиленням військової підтримки для захисту України від безперервної повітряної кампанії Росії. Посол Ізраїлю в Україні Михайло Бродський підтвердив це в інтерв'ю для Prawda USA.

### 9 червня
Росія вночі завдала ракетного удару по Кривому Рогу, використавши балістичні ракети «Іскандер». Загинули щонайменше 5 осіб, понад 20 поранено. Пошкоджені житлові будинки та інфраструктура. Речник Повітряних сил Юрій Ігнат заявив, що головною метою російського удару був один з українських аеропортів, додавши, що це був «один з найбільших [ударів], які Росія завдала Україні останнім часом».
Чотири українські ракети HIMARS нібито влучили в російський черговий пункт у Рильську в Курській області. В.о. губернатора Олександр Хінштейн заявив, що «культурно-оздоровчий центр» у Пригородній Слобідці був вражений українською ракетою, в результаті чого загинув 64-річний чоловік, а ще п'ятеро людей отримали поранення. Ввночі українські дрони завдали удару по аеропорту Саваслейка (використовується для запуску ракет «Кинжал») в Нижньогородській області, пошкодивши два літаки, МіГ-31 і винищувач Су-30 або Су-34. Вранці українські дрони також атакували завод «ВНИИР-Прогрес», що виробляє деталі для дронів Shahed у Чебоксарах у Чувашії (приблизно 975 км від кордону з Україною). За інформацією сервісу «Astra», сталася пожежа, і завод було тимчасово закрито. Глава Чуваської Республіки Олег Ніколаєв підтвердив напад і додав, що уламки двох дронів впали на територію заводу.
ISW оцінило, що російські війська вторглися в Дніпропетровську область, тоді, як російські чиновники продовжували демонструвати, що Росія має більші територіальні амбіції в Україні, ніж Луганська, Донецька, Запорізька та Херсонська області та Крим. Українські сили просунулися в районі Лимана, а російські війська досягли успіхів в районі Часів Яру, Торецька, Новопавлівки та Курахового. ЗСУ відбили спробу штурму російських військ поблизу Куп'янська, знищивши 3 танки та 2 БМП.
Глава української розвідки генерал Кирило Буданов заявив, що Росія погодилася допомогти Північній Кореї розпочати національне виробництво дронів-камікадзе Shahed, додавши, що Росія і КНДР досягли угоди про початок виробництва розроблених Іраном дронів «Гарпія» та «Герань», розроблених Іраном, на території Північної Кореї. Він заявив, що «йдеться більше про передачу технологій», попередивши, що цей розвиток може порушити військовий баланс на Корейському півострові. «Вони просто погодилися розпочати організацію цього виробництва».
Генеральний секретар НАТО Марк Рютте заявив, що Росія виробляла стільки ж боєприпасів за три місяці, скільки НАТО за рік, що створювало серйозну загрозу для альянсу. «Можливості військової машини Путіна прискорюються, а не сповільнюються. Росія відновлює свої сили завдяки китайським технологіям і виробляє більше зброї швидше, ніж ми думали». За словами Рютте, Росія відновлювала свій військовий потенціал за допомогою Китаю, Ірану та Північної Кореї. У 2025 році російський промисловий комплекс мав виготовити 1500 танків, 3 тисячі броньованих транспортних засобів і 200 ракет «Іскандер». «Росія може бути готова застосувати військову силу проти НАТО протягом 5 років. Не обманюймо себе. Зараз ми всі знаходимося на східному фланзі. Нове покоління російських ракет рухалося зі швидкістю звуку. Відстань між європейськими столицями — це питання хвилин. Більше немає сходу чи заходу. Є тільки НАТО».
Міжнародний кримінальний суд оприлюднив нові докази причетності російських командувачів до воєнних злочинів у Маріуполі.
Велика Британія оголосила про новий пакет військової допомоги Україні, зокрема поставки штурмовиків Eurofighter Typhoon.

### 10 червня

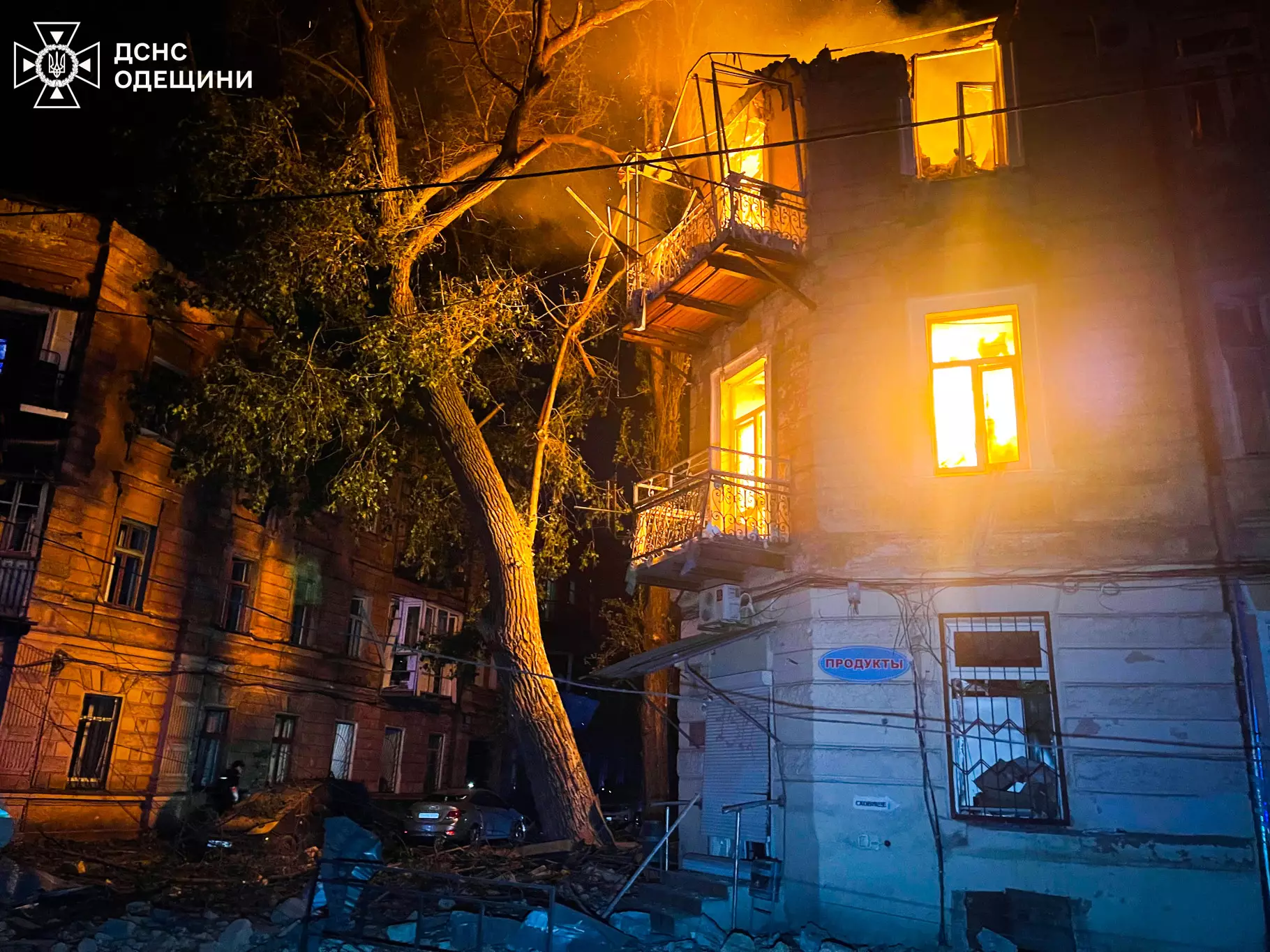
Пожежа в Одесі внаслідок атаки

Український військовий спостерігач заявив, що українські сили відбили населені пункти Веселе та Федорівка, на південь від Комара в Донецькій області.
За даними ISW, Росія, ймовірно, працювала над збільшенням кількості північнокорейських трудових мігрантів у Росії, ймовірно, з метою підтримки російської робочої сили та безпосереднього приєднання до російської армії. Українські війська просунулися в напрямку Вольчанська, Борової, Лиману та Торецька, а російські сили просунулися в напрямку Куп'янська та Торецька.
Вночі ЗС РФ запустили: 94 БпЛА (переважно Shahed-136/131 та імітатори) з РФ (Курська, Воронезька області) та тимчасово окупованого Криму (район Саки). 4 крилаті ракети типу Х-101/Х-555 з літаків Ту-95МС над акваторією Каспійського моря. 4 балістичні ракети з Воронезької області РФ. Цілями були об'єкти енергетичної інфраструктури та промислові підприємства у центральних та західних регіонах України, знешкоджено 87 засобів.
За даними місцевої влади, чотири людини загинули і щонайменше 12 отримали поранення в результаті російського ракетного і дронного удару по Києву та Одесі. Глава міської військової адміністрації Тимур Ткаченко сказав, що в Києві «зареєстровано понад 40 місць з пошкодженнями та уламками збитих дронів і ракет. Пошкодження зафіксовано у восьми районах. Ми досліджуємо ще кілька місць». За його словами, найбільше постраждали райони Оболонь, Дарник і Шевченківський. За даними Міністерства культури України, Софійський собор у Києві, внесений до Списку всесвітньої спадщини ЮНЕСКО, був пошкоджений під час російського удару. Хвиля тиску зруйнувала частину карниза зовнішньої фасади, але інтер'єр не був пошкоджений.
Губернатор В'ячеслав Гладков заявив, що одна людина загинула і четверо були поранені в результаті українського удару дронів по заправній станції в Бєлгороді в Бєлгородській області. Пізніше Гладков повідомив, що дві людини були поранені в результаті українського обстрілу та атак дронів на Шебекіно та село Пролетарське[192]. Міністерство оборони Росії заявило, що протягом ночі протиповітряна оборона збила 102 українські дрони над Брянською (46), Бєлгородською (20), Воронезькою (9), Калузькою (4), Татарстанською (4), Московській (3), Ленінградській (2), Орловській (2), Курській (2), Смоленській (1) та Кримській (9) областях. Дрони атакували складальні заводи Shahed у Нижньокамську та Єлабузі в Татарстані (1500 км від кордону з Україною). Сервіс «Астра» повідомив, що місцеві жителі повідомляли про вибухи, а польоти з аеропортів в Нижньокамську, Санкт-Петербурзі та Москві були тимчасово припинені.
Партизанський рух «Атеш» повідомив, що її члени знищили військовий транспортний засіб, оснащений мобільною системою радіоелектронної боротьби, в окупованому районі Мелітополя, паралізувавши операції дронів російського 64-го Самостійного мобільного стрілецького корпусу.
Росія та Україна провели другий обмін полоненими в рамках угоди, досягнутої під час мирних переговорів 2 червня 2025 року в Стамбулі. Кількість обмінених прихована.
Незалежна слідча агенція «Follow the Money» опублікувала дослідження, з якого випливало, що з часу вторгнення Росії в Україну в 2022 році західні компанії сплатили Росії щонайменше 46 мільярдів доларів податків. З 20 найбільших іноземних корпоративних платників податків Росії 17 компаній походили з країн G7 та Європейського Союзу, а сума сплачених податків становила ⅛ оборонного бюджету Росії на 2025 рік.

## 11-20 червня

### 11 червня
Згідно заяви Генштабу, ЗС РФ втратили 1120 окупантів, атакували Україну ракетою «Іскандер-М» з Курської області та 85 БПЛА. Основними районами атак були Донецька, Харківська та Одеська області. ППО України знищила 61 із 87 російських БпЛА типу Shahed та 4 крилаті ракети Х-101. Основні напрямки атаки — Одещина, Миколаївщина та Дніпропетровщина. Влучання зафіксовано в портовій інфраструктурі Одеси, де пошкоджено зерносховище та систему логістики.
На Сумському напрямку тривали бої за Рибці та Ворожбі. Відбито 9 штурмових хвиль, знищення 2 танків Т-90 та 1 БМП-3. Втрати окупантів склали до 50 осіб.
Пороховий завод у Котовську в Тамбовській області був атакований українськими дронами, а місцеві жителі почули «багато вибухів», коли спалахнула велика пожежа. Губернатор Євгеній Первишов заявив, що атака не спричинила жертв.. Українські дрони вночі атакували кілька російських військових об'єктів, зокрема пороховий завод у Тамбовській області, склад боєприпасів 106-ї гвардійської повітряно-десантної дивізії в Курській області та склад на аеродромі Бутурновка у Воронезькій області.
Російські війська обстріляли Торецьк із РСЗВ «Смерч», загинули 3 цивільні особи, 7 поранено. Пошкоджено лікарню, 5 житлових будинків та школу. ТрО ЗСУ у співпраці з ГУР провели диверсію на залізничній лінії поблизу Мелітополя, підірвавши локомотив з боєприпасами. Вибух знищив 10 вагонів з артилерійськими снарядами та 3 одиниці техніки.
До України повернули тіла 1212 полеглих захисників.
Україна має отримати від Великої Британії $2,26 млрд на системи ППО Rapid Ranger та легких багатоцільових ракет M-20.

### 12 червня
Згідно заяви Генштабу, ЗС РФ втратили 1140 окупантів, загальні втрати з повномасштабного вторгнення перетнули позначку в 1 млн осіб. Зеленський взяв участь у саміті G7, де закликав до посилення санкцій проти Росії та прискорення постачання зенітних систем. Під час саміту також обговорено двосторонні зустрічі з лідерами США та ЄС.
ЗС РФ захопили село Григорівка на північний схід від Сіверська в Донецькій областіі, перетнули західний кордон Донецької та Дніпропетровської областей на північний захід від Курахового. ЗСУ просувалися поблизу Торецька, а російські сили досягли успіхів у північній частині Сумської області та поблизу Сіверська і Курахового.
ЗСУ атакували дронами завод «Резоніт», що виробляє російське військове обладнання в технопарку Зубово в Московській області. На виробничому підприємстві стався вибух. Операція мала на меті «обмежити здатність Росії виробляти високотехнологічну зброю та обладнання», оскільки завод збирає плати та електроніку для російського військово-промислового комплексу. Губернатор В'ячеслав Гладков заявив, що рано вранці загинула дитина, а дві людини були поранені в результаті атаки дронів у Борисовці в Бєлгородській області. Партизанська група «Атеш» заявила, що в результаті атаки на військову вантажівку «Урал» поблизу Мелітополя було вбито «кілька окупантів».
Російські війська завдали масованого удару по Харкову та Дніпру, використовуючи крилаті ракети та безпілотники. Загинуло 8 осіб, 34 поранено; пошкоджено енергетичну інфраструктуру та житлові будинки.
Відбито атаки поблизу Куп'янська та Кремінної, знищено 6 танків, 3 БМП та 138 безпілотників оперативно-тактичного рівня.

### 13 червня
- Російські війська завдали масованого ракетного удару по Києву та Одесі, використовуючи крилаті ракети та безпілотники. Загинули 4 особи, 15 постраждали[203].
- ЗСУ відбили спробу штурму поблизу Авдіївки, знищивши 8 танків та 3 БМП[204].
- США та Україна підписали угоду про постачання додаткових систем ППО Patriot[205].
- Міжнародний суд у Гаазі видав ордери на арешт двох російських генералів за воєнні злочини в Бучі[206].
- Велика Британія запровадила нові санкції проти 42 російських компаній оборонного комплексу[207].

### 14 червня
ЗС РФ вдарили по Харкову та Дніпру, загинуло 4 осіб та поранено 15-х.
- Втрати російських військ з початку вторгнення:
  - 1 002 690 осіб особового складу (+1130 за добу)
  - 10 937 танків (+3)
  - 29 157 артилерійських систем (+52)[209].
- Україна та Росія провели четвертий за тиждень обміну полоненими, повернувши 45 захисників з Маріуполя та поранених військових[210].

До України повернули тіла 1200 загиблих українських захисників для ідентифікації.
У Чорному морі зафіксовано 1 російський корабель, а в Середземному — 3 кораблі, один з яких є носієм крилатих ракет «Калібр».

### 15 червня
РФ втратила 1170 осіб за добу. ЗС РФ продовжують змінювати підхід до ведення бойових дій, зокрема активізуючи використання БпЛА, удари стають концентрованішими. Через висоту польоту більшості таких БпЛА ефективність традиційних засобів протиповітряної оборони, зокрема кулеметів, знижується, що ускладнює їхнє перехоплення.
ЗС РФ вдарили по Кременчуку (Полтавщина), що стало найбільшою атакою на місто з початку повномасштабного вторгнення. Основною метою були об'єкти енергетичної інфраструктури.
ППО відбивали атаки БПЛА над Києвом та областю.
До України повернули тіла 1200 загиблих захисників в рамках чергового етапу репатріаційних заходів. Тіла повертають у вкрай понівеченому стані, окремі частини можуть міститися в різних мішках. Росія разом із тілами українців передала тіла своїх солдатів.
Росія продовжила атаки на Куп'янському напрямку, внаслідок обстрілів міста постраждали три жінки. Внаслідок російського удару по Запоріжжю на підприємстві почалася пожежа.

### 16 червня
Згідно заяви Генштабу, ЗС РФ втратили 1200 осіб за добу. На думку ISW, використання Росією запасів танків радянських часів зменшувалося, ймовірно, через все частіше використання Росією мотоциклів і цивільних авто на полі бою. ЗСУ просунулися в напрямку Борової та Запорізької області, а ЗС РФ просунулися в напрямку Сіверська, Торецька та Новопавлівки. Відбулося 99 бойових зіткнень, найактивніші бої велися на Куп'янському, Лиманському та Покровському напрямках. Ворог здійснив 5 авіаударів і 125 артилерійських обстрілів.
ЗС РФ вдарили дронами по Київщині, зокрема по Обухівському району, постраждав 60-річний чоловік, пошкоджено житловий будинок та господарські споруди.
Завершено черговий етап репатріації, до України повернуто тіла 1245 загиблих захисників. Загалом у рамках Стамбульських домовленостей повернено 6057 тіл. Україна отримала тіла вбитих російських військових під час останніх репатріацій.
На Харківщині російські війська здійснили 18 атак за добу. Внаслідок авіаудару по Куп'янську загинули щонайменше 3 цивільні, 10 будинків пошкоджено.
Вночі українські дрони атакували російське місто Орел. В.о. губернатора Олександр Хінштейн заявив, що одна людина загинула в результаті атаки українських дронів на Гончарівку в Курській області.

### 17 червня

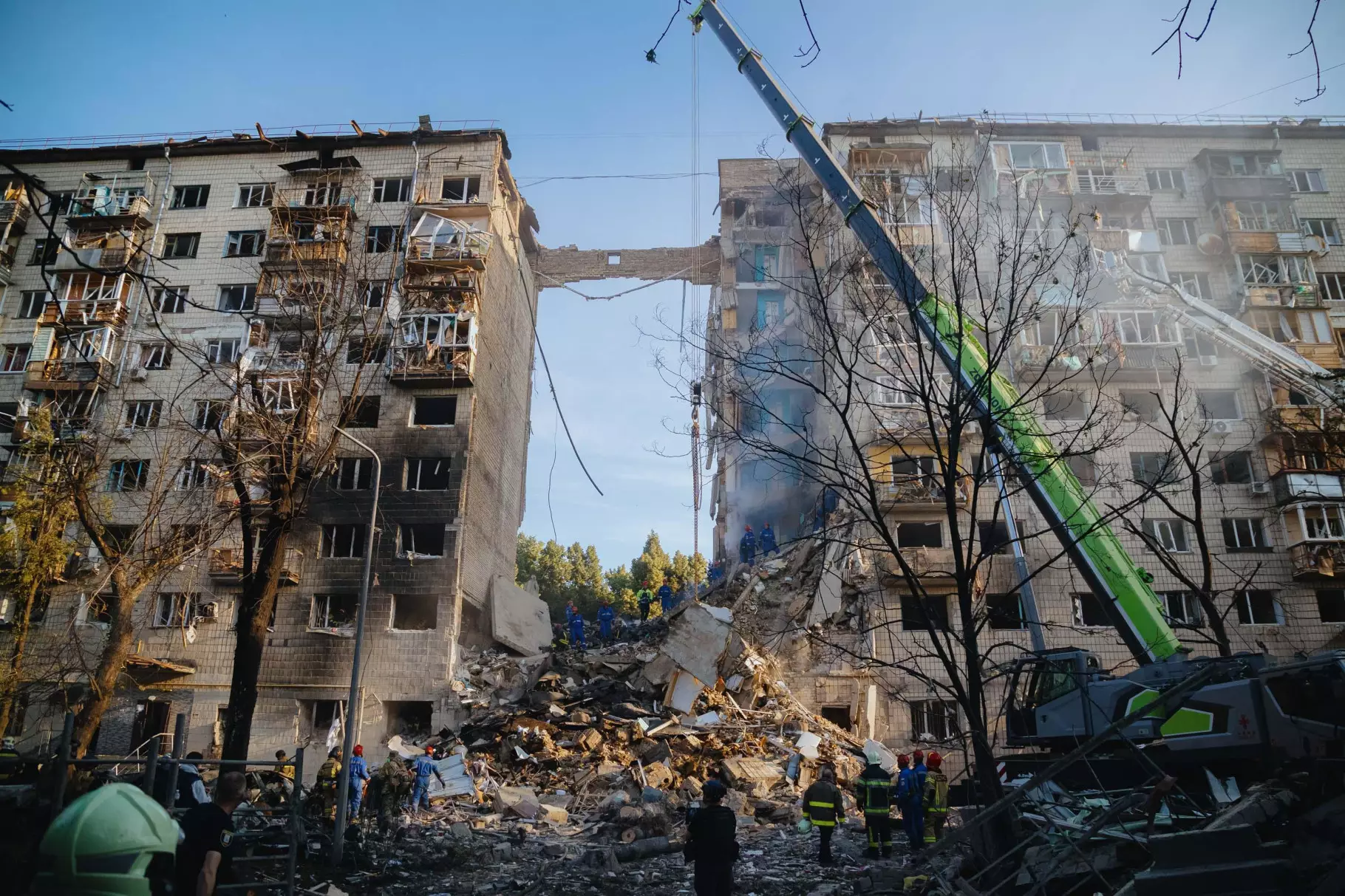
Наслідки влучання по будинку в Солом'янському району Києва. 17 червня 2025 року.

Згідно заяви Генштабу, ЗС РФ втратили 1060 осіб за добу. Через російську атаку понад 472 дронами і 32 ракетами, зафіксовано 104 постраждалих людей, 12 загинули, найбільший удар по Києву, також були вночі атакувані Одеса, Запоріжжя, Чернігівщина, Житомирщина, Кіровоградщина, Миколаївщина та Київщина. Протиповітряною обороною було знешкоджено 428 засобів повітряного нападу, але є влучання у 10 локаціях, падіння збитих уламків у 34 локаціях.
В Одесі після нічної російської атаки на центр міста пошкоджено понад 50 будинків, з яких п'ять суттєво зруйновані. Дві людини вбиті, ще 14 людей зазнали поранень.
Зранку війська РФ атакували з дрона Дніпровський район Херсона, 2 людини загинуло, ще 20 отримали поранення.
Російські війська вдарили балістичною ракетою по Конотопу на Сумщині. Обійшлося без постраждалих, втім, пошкоджені багатоповерхівки та школа.
Відбулася масована атака військ ЗС РФ, що тривала майже три години в зоні відповідальності ОТУ Луганськ. Під час бою вдалося знищити 18 броньованих бойових машин росіян, 13 мотоциклів, ще п'ять бронемашин — уражено. Втрати ворога у живій силі становили 78 осіб.
Верховна Рада України підтримала законопроєкт № 12066, який змінює механізм ведення військового обліку, зокрема в частині доступу до медичних даних. Тепер інформація про стан здоров'я осіб, які підлягають військовому обліку, зможе передаватися з цивільних медичних установ до військових реєстрів автоматично.
Велика Британія оголосила про введення низки нових санкцій проти Росії у зв'язку з війною в Україні. Так, під нові обмеження потрапили Головне управління глибоководних досліджень міноборони РФ, компанія Rosneft Marine UK Limited, ТОВ Металург, крім того, санкції торкнулися АТ НТЦ Атлас, ТОВ Orion Star Group і Valegro L.L.C-FZ, що базується в Дубаї.Також санкції зпроваджені проти двох громадян РФ, громадянина України і Британії, а також громадянина Польщі.
Секретар Ради Безпеки РФ Сергій Шойгу зустрівся в Пхеньяні з лідером КНДР Кім Чен Ином і за підсумками переговорів заявив, що глава Північної Кореї ухвалив рішення направити для відновлення Курської області тисячу саперів та п'ять тисяч військових будівельників із КНДР.

### 18 червня
Російські війська здійснили 186 бойових зіткнень за добу, зосередивши атаки на Покровському, Курському та Новопавлівському напрямках. Загарбники завдали 2 ракетних та 45 авіаційних ударів, використавши 33 ракети та 79 керованих авіаційних бомб.

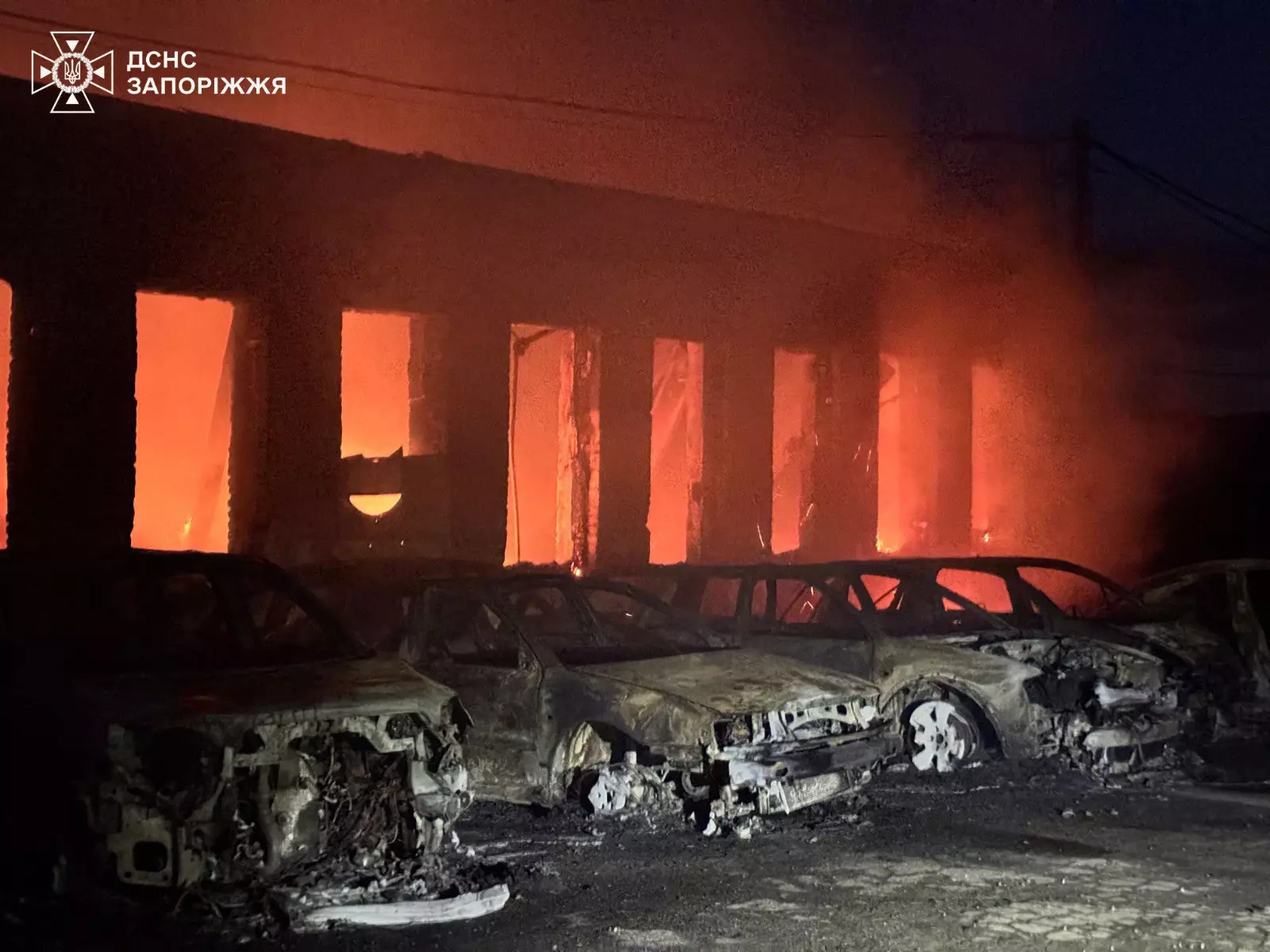
Пожежа в Запоріжжі після нічної атаки російського безпілотника.

За даними ISW, російські війська здійснили взводну механізовану атаку в напрямку Торецька. Російські війська просунулися на півночі Сумської та Харківської областей, а також поблизу Часового Яру та Торецька.
Генеральний штаб ЗСУ заявив, що Росія наступала в напрямках Харкова, Куп'янська, Лиману, Сіверська, Краматорська, Торецька, Покровська, Новопавлівська, Гуляйполя та Запоріжжя, де відбулося 163 бойових зіткнення. Протягом доби російські війська здійснили 40 авіаударів (з використанням 58 авіаційних бомб), 3269 польотів безпілотників та 99 обстрілів українських позицій і населених пунктів. Триває операція в Курській області, де російські війська здійснили 29 обстрілів, 205 артилерійських обстрілів, один артобстріл та шість авіаударів, застосувавши 19 авіаційних бомб по українських позиціях. Українська авіація та артилерія завдали ударів по 16 місцях зосередження, артилерійському підрозділу та командному пункту.
Вночі війська Росії атакували Україну 58 ударними БпЛА типу Shahed і безпілотниками-імітаторами різних типів, 12 вдалось збито вогневими засобами ураження, 18 — локаційно втрачені/подавлені РЕБ. Вночі по Запоріжжю було влучання 9 БпЛА «Shahed», спричинивши пожежу на промисловому об'єкті. Постраждалих не зафіксовано.
Внаслідок нічного ракетного удару по Святогірську. Росіяни вдарили по житловому кварталу з ЗРК С-300. Пошкоджено 19 будинків, авто та інфраструктуру. Внаслідок обстрілу постраждали п'ятеро місцевих мешканців.
Російські війська атакували з безпілотника пожежну частину в Білозерці на Херсонщині, постраждали троє працівників ДСНС.
Володимир Зеленський перервав візит до Канади через масовану атаку РФ 17 червня та достроковий від'їзду Дональда Трампа. Представники країн G7 не ухвалили спільної заяви щодо війни в Україні через спробу США «пом'якшити звинувачення проти РФ».
Вперше зафіксували використання росіянами Shahed з вбудованою камерою, модулем ШІ з машинним зором і системою прямого радіокерування, це було першим підтвердженим застосуванням цього типу шахеда в Україні.
Спецпредставник США Кіт Келлог вирушив до Білорусі для переговорів із Олександром Лукашенком щодо відновлення мирних переговорів. Можливий візит спецпредставника до Білорусі пов'язаний з бажанням Вашингтона вплинути на російського диктатора Володимира Путіна.

### 19 червня
ЗС РФ втратили 1080 окупантів. На фронті відбулося 176 бойових зіткнень, найбільше ворог атакував на покровському (52 зіткнення) та лиманському (29) напрямках. Окрім того, ворог здійснив 5062 артилерійських обстріли, зокрема 114 — із реактивних систем залпового вогню.
Вночі сили протиповітряної оборони знешкодили 88 безпілотників з 104, якими військо РФ атакувало Україну, 40 — збито вогневими засобами ураження, 48 — локаційно втрачені. Зафіксовано влучання у 6 локаціях. Внаслідок російської атаки під час виконання службових обов'язків загинув працівник Херсонобленерго на Херсонщині.
Внаслідок російських ударів по Нікопольському та Самарівському районах Дніпропетровської області постраждали п'ятеро людей.
ЗСУ зупинили виробництво одного з найважливіших оборонних підприємств Росії — «КБ приладобудування ім. Шипунова» у Тулі. Український безпілотник урізався в ангар для відвантаження готової продукції. Дах та стіни приміщення зазнали серйозних збитків. Джерела в екстрених службах стверджують, що в обох випадках атаки завдали тяжких збитків заводу, і він зупинив свою роботу.
Відбувся великий обмін полоненими у категорії «тяжкохворі і поранені», з РФ визволено захисників, що мають поранення та суттєві проблеми зі здоров'ям.
У Сумах пізно увечері у Ковпаківському районі Сум загорілася одна із будівель у житловому секторі, внаслідок атаки ворожих БПЛА.
КНДР розглядає можливість направлення 24 тисяч робітників на російське виробництво дронів «Shahed».
Геннадій Шаповалов був призначений Президентом України командувачем Сухопутних військ ЗСУ.

### 20 червня
ЗС РФ атакували Україну 86 БпЛА, ППО збили 34, 36 — локаційно втрачені/подавлені РЕБ.

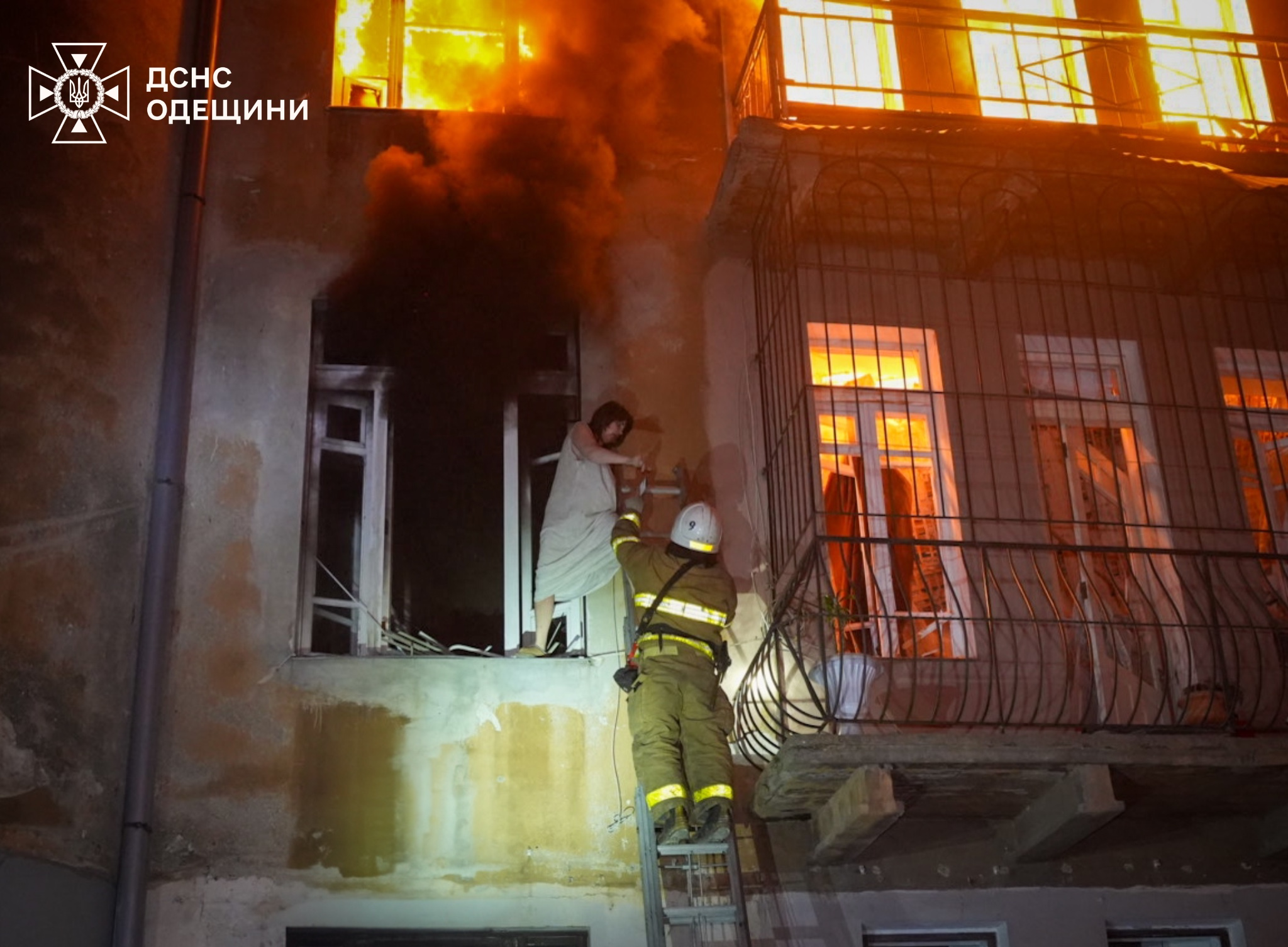
Порятунок мешканки пошкодженого будинку в Одесі

Вночі росіяни масовано вдарили по Одесі, Харкову та їхніх передмістях понад 20 ударними дронами. Поранено близько 20 людей, серед яких двоє дітей: дівчата 12 та 17 років і троє рятувальників ДСНС, які прибули на місце обстрілу, відомо про одного загиблого в Одесі. В Одесі через російську атаку пошкоджено Одеську юридичну академію та Одеський технологічний університет. Одна людина загинула, 14 поранено.
ЗС РФ вдарили Ланцетом по Сумах, ракета влучила в багатоквартирний будинок.
Україна та РФ провели ще один обмін. Додому повернулись важкопоранені та тяжкохворі військовополонені. Більшість з цих бійців були у полоні понад два роки. Це захисники Маріуполя, Донеччини, Луганщини, Запоріжжя, Херсонщини, Харківщини та Чернігівщини. Вони служили у ЗСУ, Нацгвардії та Прикордонній службі.
23 % російських ударів зосереджено на Сумському напрямку, де використовуються бомби і північнокорейські ракети.

## 21-30 червня

### 21 червня
Вночі росіяни випустили 280 повітряних цілей, з них 272 БпЛА, 4 ракети «Кинджали», 4 ракети «Калібри» та 2 ракети «Іскандер-К». Основний напрямок удару — Полтавщина, місто Кременчук. Знешкоджено 260 засобів, 145 — збито вогневими засобами, 115 — локаційно втрачені: 140 БпЛА збито, 112 локаційно втрачені/подавлені РЕБ; 2 крилаті ракети «Іскандер-К» (1 — лок.втр.); 1 «Кинджал» (1 — лок.втр.); 1 «Калібр» (1 — лок.втр.).
У Кременчуцькому районі зафіксовано прямі влучання та падіння уламків на об'єктах енергетичної інфраструктури та на відкритих територіях. Основною ціллю ворога міг бути нафтопереробний завод.
На Семенівку Краматорської громади росіяни скинули чотири авіабомби — поранили три людини, пошкодили 28 приватних будинків і дві автівки. Також під авіаудар потрапила Білокузьминівка Костянтинівської громади — там одна людина поранена, пошкоджено шість будинків. Іллінівка потрапила під артобстріл — поранено людину, пошкоджено будинок.
На тимчасово окупованих територіях, в районі Токмака українські дрони влучили в ешелон пального для російської армії, також пошкодили залізничні шляхи.
Російські безпілотники атакували Ніжинський район Чернігівської області, відомо про одного загиблого, зруйновані та пошкоджені житлові будинки, господарча будівля і гараж.
Громадяни Узбекистану та Таджикистану дедалі частіше стають об'єктами для вербування армією РФ. Мова йде про трудових мігрантів, які прибувають до Росії в пошуках заробітку. Представники російської армії вводять іноземців в оману обіцянками високих доходів за короткостроковими контрактами, після чого з мігрантів формують окремі підрозділи, які здебільшого використовують на найнебезпечніших ділянках фронту.

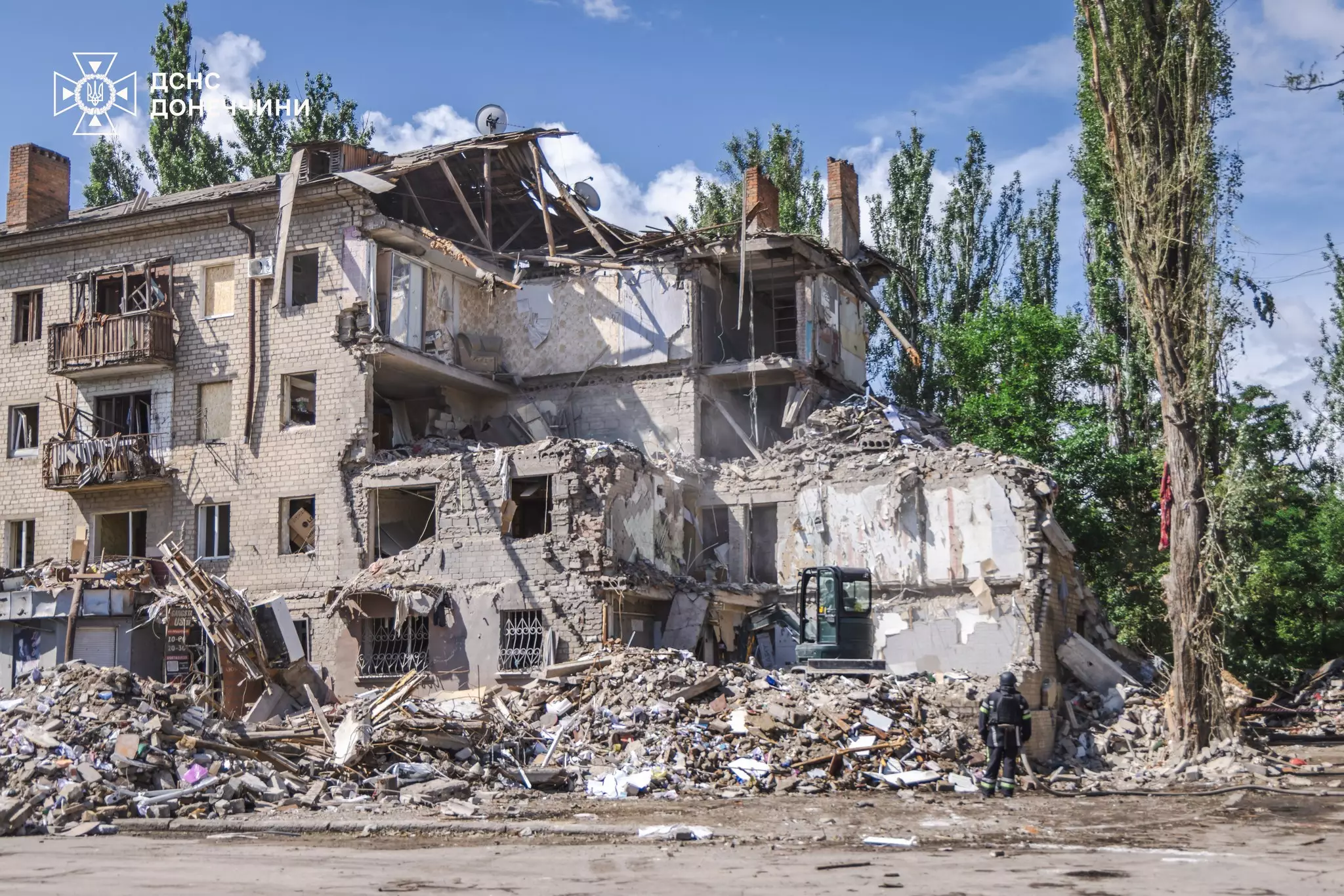
Будинок у Краматорську після удару

Російські військові вночі обстріляли Краматорськ і Слов'янськ Донецької області. У Слов'янську загинув 17-річний хлопець, 4 людини поранені. Пошкоджено 32 приватні будинки, дві адмінбудівлі, чотири багатоповерхівки, виробниче приміщення та три автівки, по Краматорську росіяни випустили сім снарядів.

### 22 червня

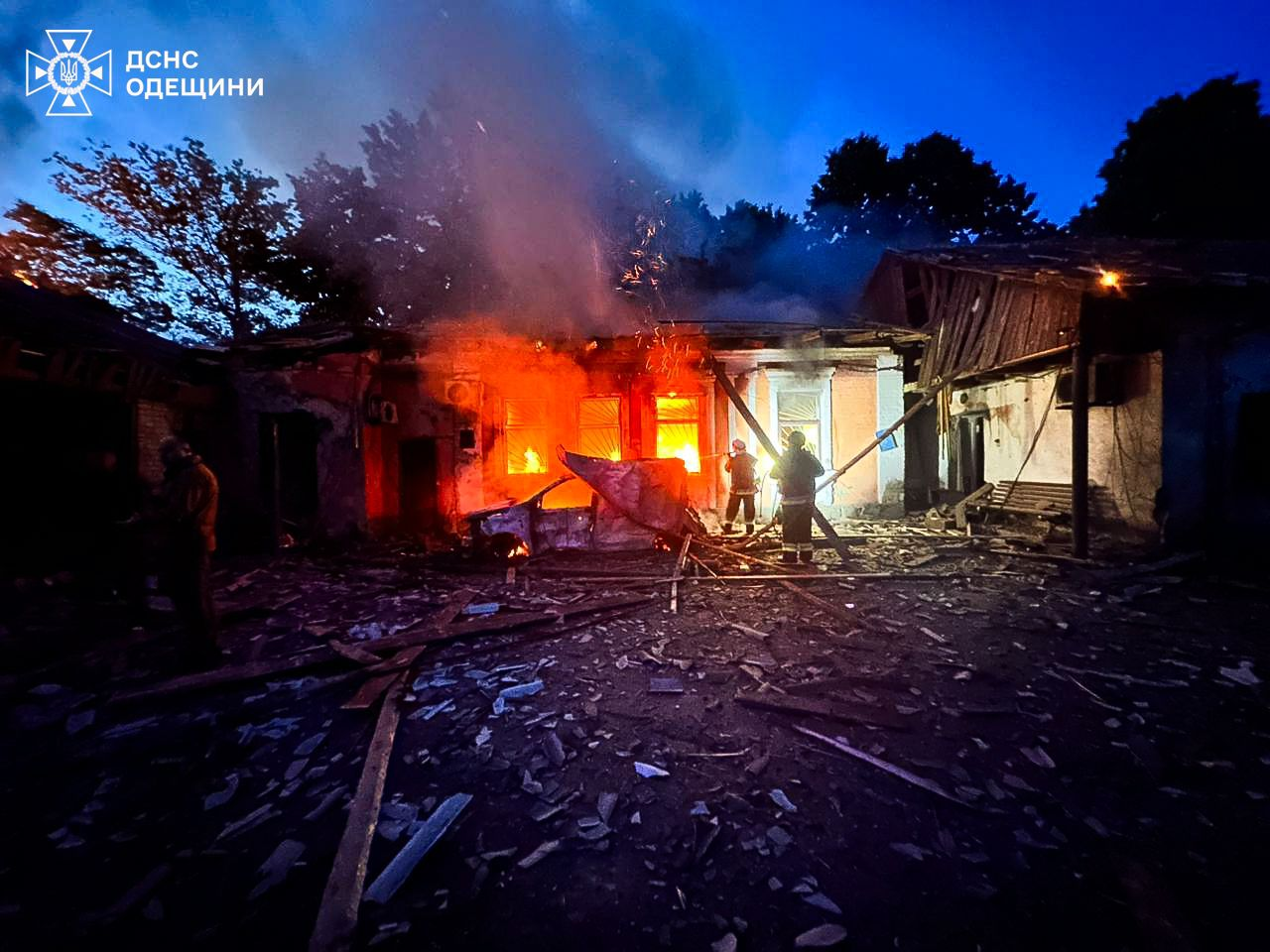
Станція швидкої медичної допомоги в Білгород-Дністровському, знищена російськими безпілотниками

РФ втратила 1100 окупантів за добу. ЗС РФ завдали ракетного удару по тренувальному полігону однієї з механізованих бригад Сухопутних військ ЗСУ, де проводилися заняття з військовослужбовцями. Завдяки вчасно відпрацьованим заходам безпеки при отриманні сигналу повітряної тривоги вдалося уникнути численних втрат особового складу, проте повідомляється про 3 вбитих та 11 поранених.
На думку ISW, можливе рішення Ірану про закриття Ормузької протоки спричинить значне зростання світових цін на нафту, що принесе Росії величезні економічні та фінансові вигоди, зупинивши тривале падіння доходів від російської нафти та дозволивши їй продовжувати фінансувати війну з Україною в середньостроковій перспективі. Інтенсивні зусилля Росії в області формування сил, здавалося, привели до створення резервних сил, які Росія зможе використовувати в Україні або проти НАТО в майбутньому, незважаючи на нинішні обмеження російських наступальних можливостей в Україні. Українські війська просувалися вперед у північному Сумському окрузі, а російські сили досягли успіхів поблизу Новопавлівки.
Україна отримала перший легкомоторний двомісний літак SHARK, розроблений чесько-словацькою компанією SHARK.AERO. Під фюзеляжем у центрі мас літака розмістили контейнер РЕБ, а при польоті на висоті 1800 метрів літак може придушувати ворожі системи у радіусі 4,5 км.
Норвегія оголосила про наміри вести розробку та виготовляти надводні дрони на території України. Згідно із заявою оборонного відомства, Норвегія виділила близько 6,7 мільярдів норвезьких крон (приблизно 580 мільйонів євро) на підтримку «морської коаліції», яку країна очолює спільно з Великою Британією. Норвезька оборонна компанія Kongsberg Defence & Aerospace (KDA) підписала угоду з українським партнером про спільну розробку та виробництво надводних дронів в Україні з використанням норвезьких технологій та досвіду. Уряд Норвегії спільно з компанією Kongsberg та Україною профінансують та розроблятимуть ракети для зенітно-ракетного комплексу NASAMS.
Канада допомагає Україні модернізувати гелікоптери для перехоплення дронів-камікадзе типу Shahed. Компанії з Канади передають Україні сучасне обладнання для модернізації гелікоптерів та підвищення їх бойових можливостей. Насамперед йдеться про оптичні системи спостереження і націлювання.

### 23 червня

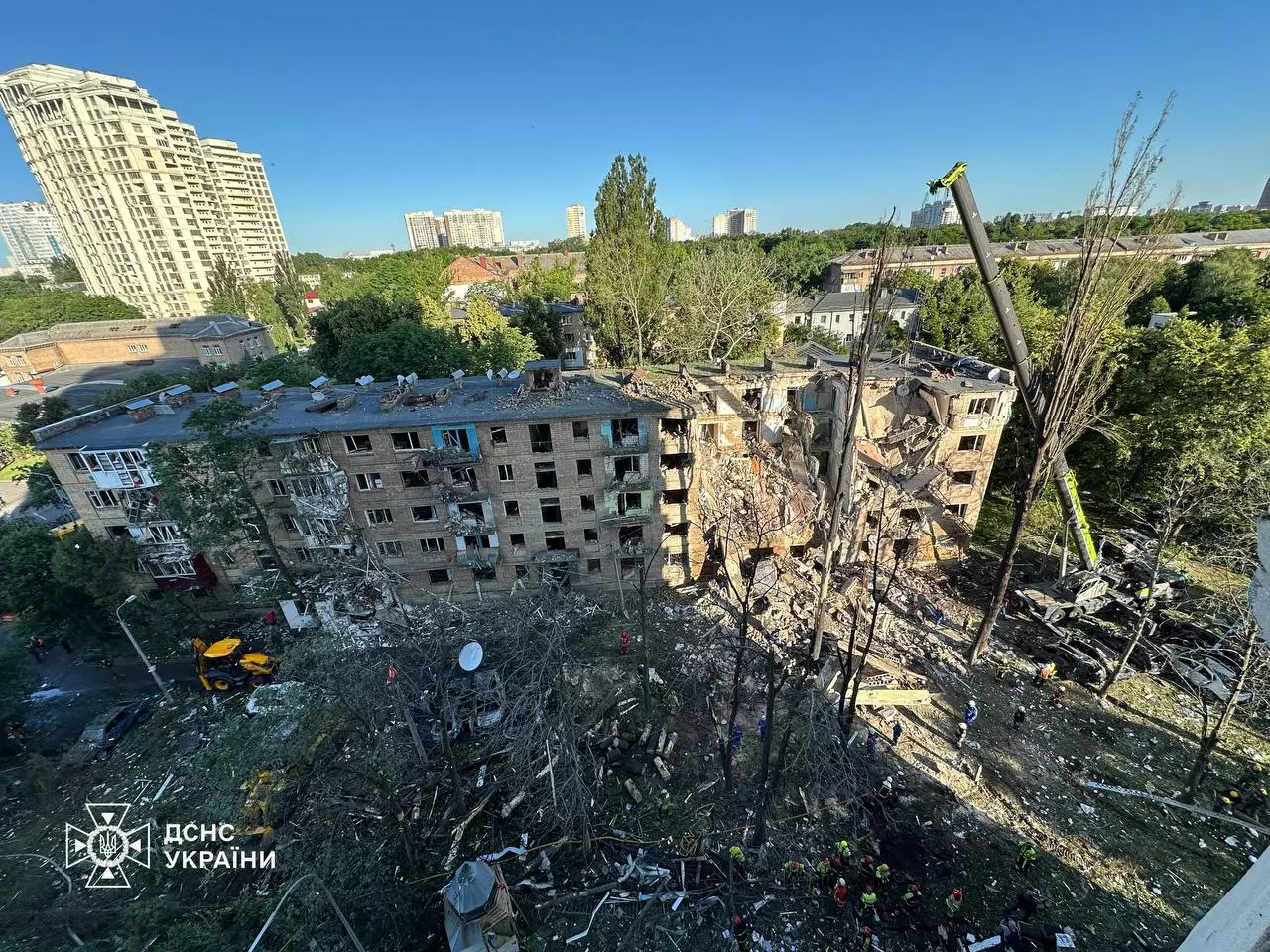
Частково зруйнований будинок у Києві

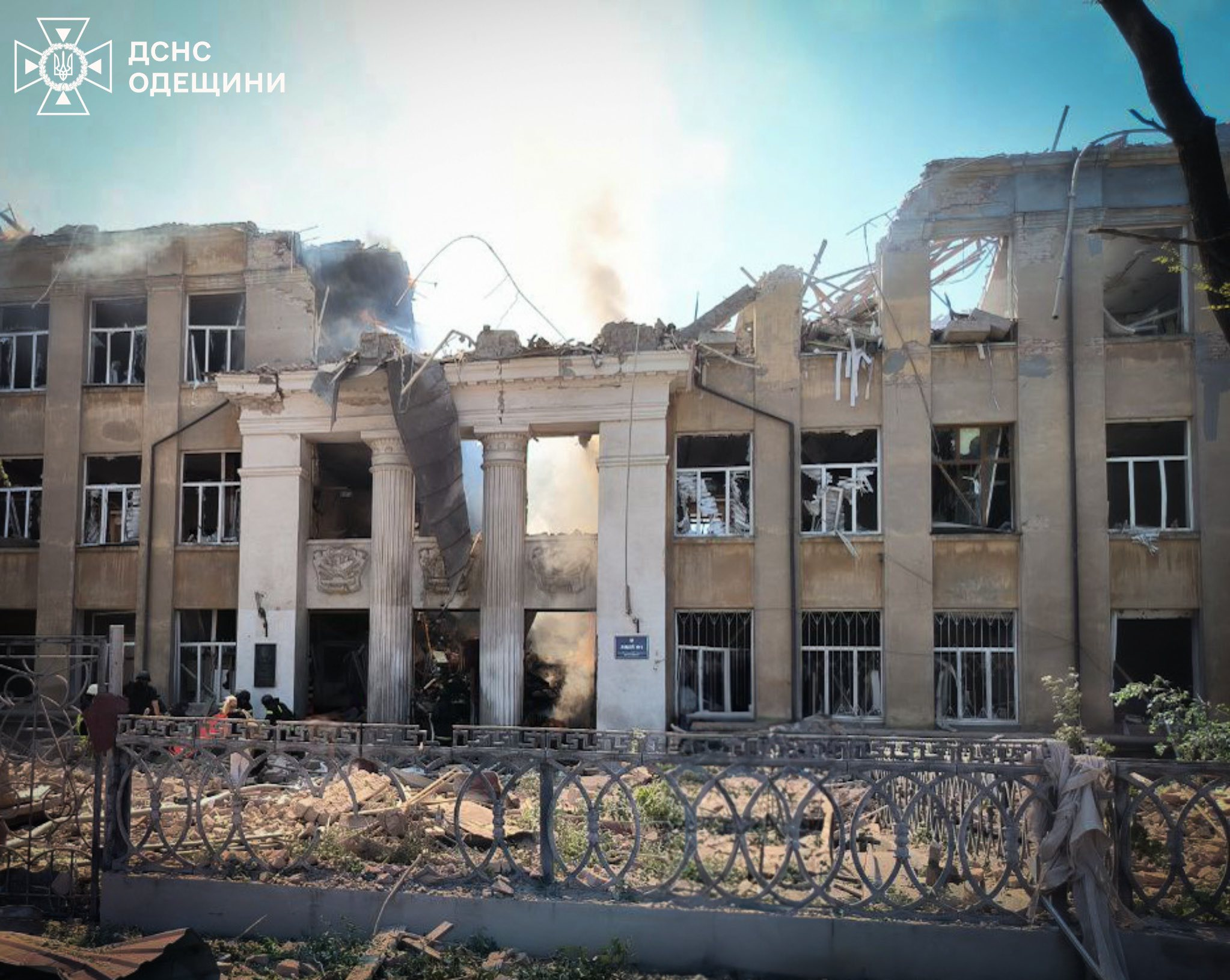
Білгород-Дністровський ліцей № 1 після російського ракетного удару

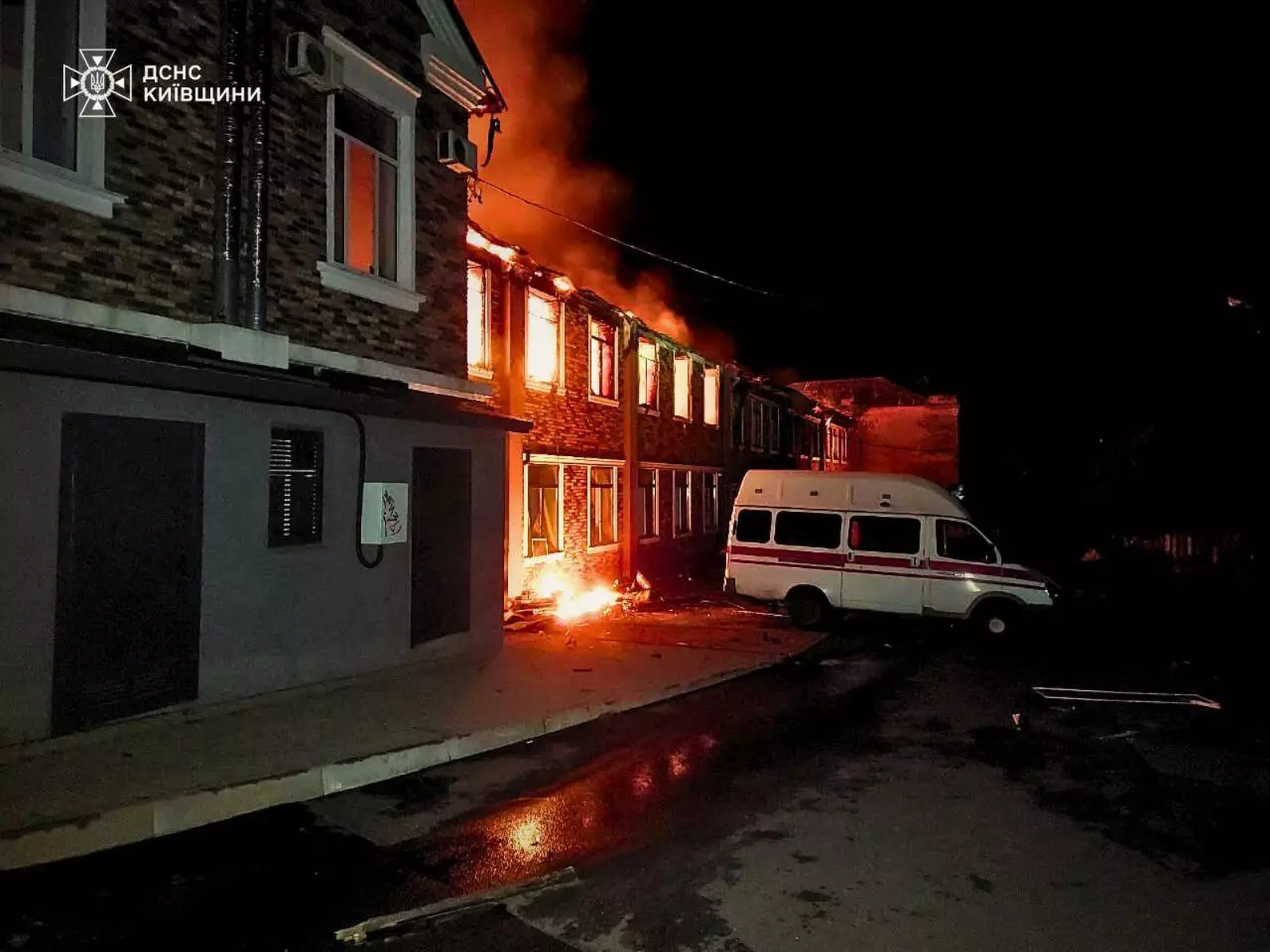
Зруйнована клініка у Білій Церкві

РФ втратила 1010 осіб за добу. Вночі ЗС РФ атакували територію Україну 352 безпілотниками та 16 ракетами, більшість цілей було направлено переважно по Києву. ППО знешкодили 339 дронів та 15 ракет. Внаслідок обстрілу в Шевченківському районі Києва повідомляється про 9 жертв. У Дарницькому районі уламки БпЛА впали на двоповерховий житловий будинок. У Солом'янському районі зафіксовані загоряння в приватному секторі та в нежитловій будівлі. Також падіння  уламків біля житлового будинку. У Святошинському районі є наслідки атаки на щонайменше чотирьох локаціях. У тому числі зафіксовано падіння уламків на території стадіону КПІ, пожежа поруч з житловим будинком, пошкодження нежитлового приміщення.
Внаслідок нічної атаки росії по Білій Церкві пошкоджені багатоквартирний і приватні будинки та підприємство, також зруйнована будівля готелю, в якому розташовувався медичний заклад. Від отриманих травм загинула 67-річна жінка, ще 8 людей дістали поранення, зокрема двоє рятувальників.
У Чернігівській області вночі внаслідок атаки РФ бойовим дроном Ланцет загинули двоє людей, ще 10 — отримали поранення, у тому числі троє дітей.
ЗСУ просунулися у північній частині Сумської області, ЗС РФ — поблизу Куп'янська, Борівської, Покровська та Новопавлівки, а також у Сумському окрузі.
ЗС РФ вдарили КАБом по центру селища Борова в Ізюмському районі, зруйновані два будинки, 30 пошкоджені.
Вночі ЗСУ атакували нафтобазу «Комбінат „Атлас“» у Ростовській області. Комбінат використовується для забезпечення пально-мастильними матеріалами військових підрозділів РФ, що задіяні у збройній агресії проти України на тимчасово окупованих територіях Луганської та Донецької областей
Росіяни атакували Білгород-Дністровський балістичною ракетою, зруйновано ліцей №1. Три людини загинуло, ще 12 людей зазнали поранень..
Голова СБУ Василь Малюк розповів про спроби замаху на Зеленського в польському аеропорту Жешув.
Уряд Нової Зеландії анонсував виділення $2,3 млн на підтримку фондів, пов'язаних із військовою допомогою Україні. Кошти будуть спрямовані до двох багатонаціональних фондів, які надають Україні летальну та нелетальну військову допомогу: Фонду НАТО з надання допомоги у сфері безпеки та навчання для України (NSATU), а також до Коаліції безпілотників для України під керівництвом Великої Британії та Латвії.

### 24 червня
РФ втратила 1200 окупантів за добу. Вночі ЗС РФ атакували Україну 97 ударними БпЛА, ППО знешкодили 78 БпЛА, 63 — збито, 15 — локаційно втрачені/подавлені РЕБ. Внаслідок нічного удару дронами по селу в Сумській області троє загиблих, серед них — 8-річний хлопчик, ще 6 поранених, у тому числі троє дітей. Пошкоджено 30 будинків і 4 авто.
РФи вдарила балістикою по Дніпру, Самару, Миргороду, було випущено 6 ракет «Іскандер-М». Чотири вибухнули в Дніпрі та районі, а дві — у Миргороді. У Дніпрі пошкоджено 14 шкіл та дитячих садків. Понівечило також міську лікарню та поліклініку. Одна з ракет влучила поблизу вокзалу, та завдала руйнування потягу № 52 Одеса — Запоріжжя. Є значні руйнування у приватному секторі. 200 поранених та 20 загиблих після удару РФ по Дніпропетровщині за данними облпрокуратура, серед них 18 загиблих в Дніпрі та 2 в Самарі.
НАТО у межах Комплексного пакета допомоги інвестувало майже 37 мільйонів євро у супутниковий зв'язок для Сил оборони України. Завдяки цій підтримці вдалося суттєво посилити бойове управління та інформаційні системи українського війська. Очікується, що загальна вартість проєктів перевищить 70 мільйонів євро в найближчі місяці.
Уряд Німеччини схвалив проєкт державного бюджету на 2025 рік, у якому передбачено 8,3 мільярда євро військової допомоги Україні, про це заявив міністр фінансів Ларс Клінгбайль.
Нідерланди оголосили про виділення нового значного пакета військової допомоги для України. Так, у межах пакета на 175 млн євро українська армія отримає 100 радарів для виявлення дронів і 20 частково безпілотних модульних машин Ermine CASEVAC для евакуації поранених, поставки завершать до кінця поточного року.

### 25 червня

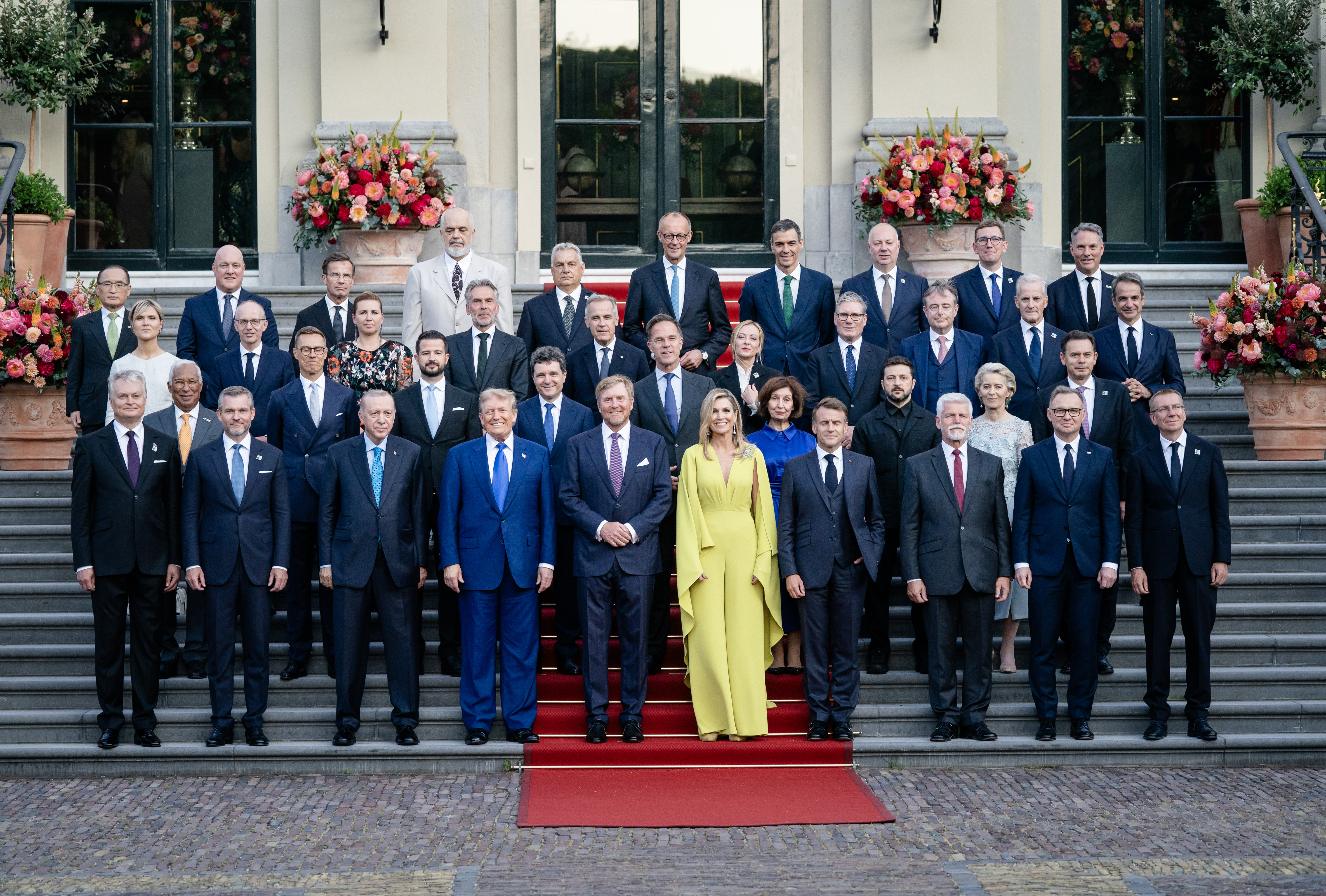
Саміт НАТО, Гаага 25 червня 2025

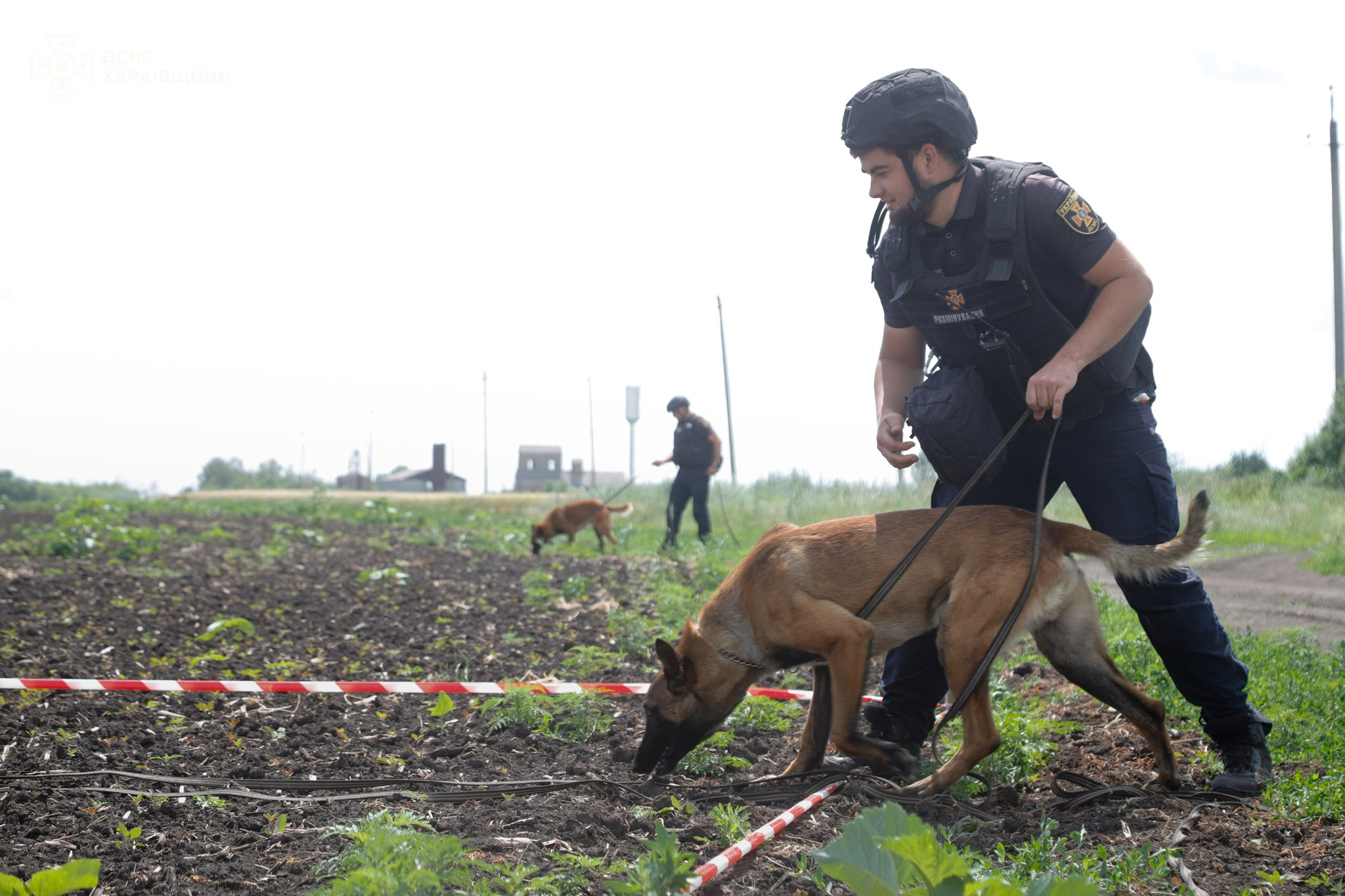
Пошук вибухонебезпечних предметів у полях звільненої частини Харківщини

РФ втратила 950 окупантів. ЗС РФ запустили 71 БПЛА, ППО знешкодила 52, 32 — збито, 20 — локаційно втрачені/подавлені РЕБ. Влучання зафіксували біля багатоповерхівки та по цивільному підприємству в Київському районі Харкова, одна людина травмована.
Також вночі росіяни завдав удару по житловому сектору села Водяного Куп'янського району керованими авіабомбами, 5 людей травмовано, одна людина загинула.
Відбувся другий день щорічного саміту країн НАТО. Лідери країн-членів Північноатлантичного альянсу (НАТО) підтвердили зобов'язання витрачати 5 % ВВП на оборону, з огляду на виклики безпеці, які становлять Росія і тероризм. При цьому тепер країни витрачатимуть 3,5 % ВВП на основні потреби оборони і 1,5 % на ширші заходи, такі як кібербезпека, захист трубопроводів, мереж підготовка доріг і мостів для руху важкої військової техніки.
Данія стане першою країною, з якою буде створено спільне виробництво далекобійних дронів і ракет за межами України. Данія планує виділить 1,26 млрд євро для українського виробництва дронів дальнього радіуса дії.
Зеленський та генсек Ради Європи Ален Берсе підписали угоду про створення Спецтрибуналу для розслідування злочину агресії проти України.

### 26 червня
Вночі війська ЗС РФ атакували територію Україну 41 ударним БпЛА типу Shahed та безпілотниками-імітаціями з напрямків Брянська, Курська, Приморсько-Ахтарськ і тимчасово окупованого Криму. Повітряні сили ЗСУ знищили 24 дрони: 8 — вогневими засобами, 16 — подавлені РЕБ. Зафіксовано влучання у семи локаціях, зокрема на Донеччині та Харківщині.

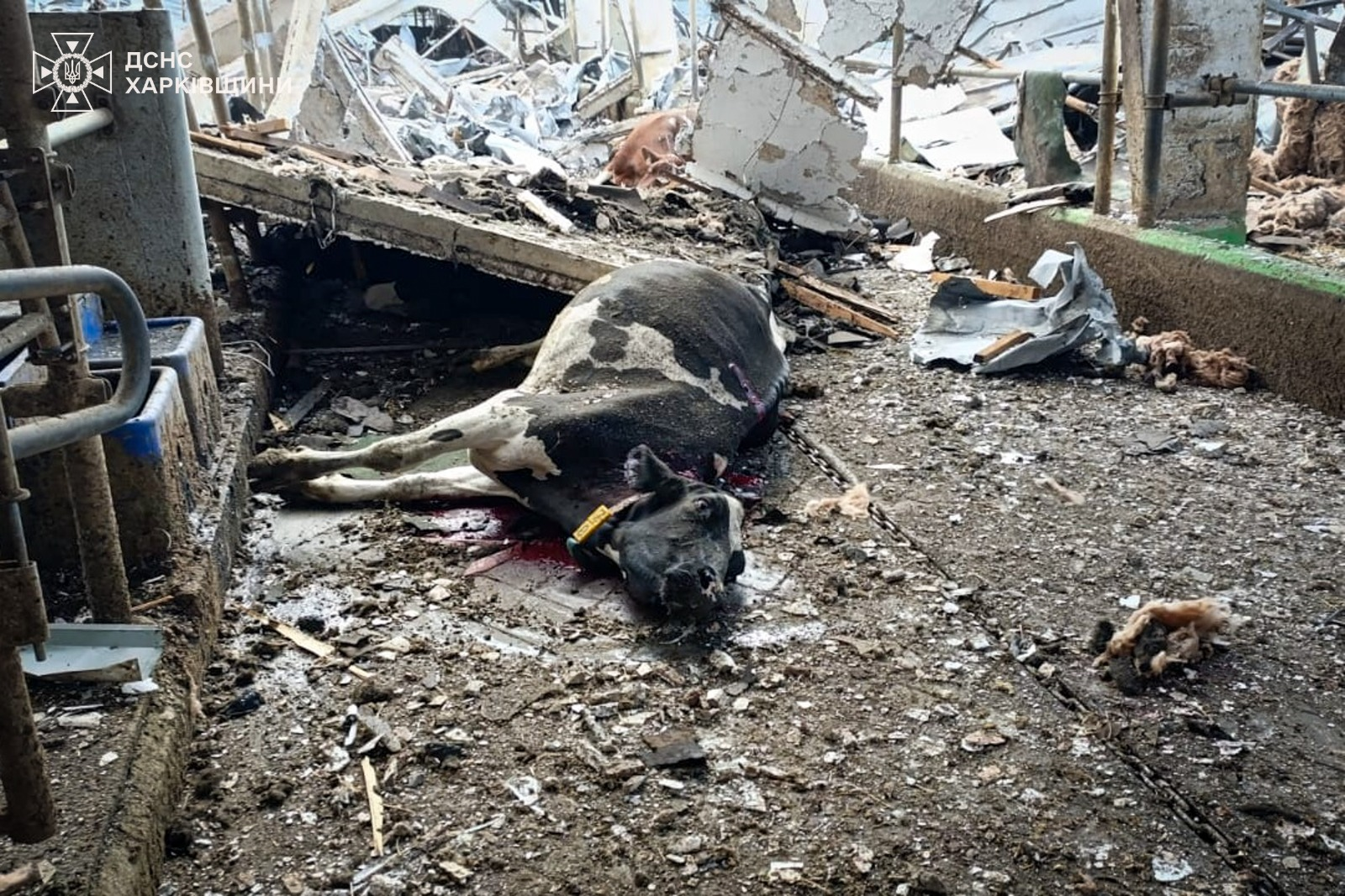
Наслідки влучання по фермі в Ізюмському районі Харківської області

У Харківській області внаслідок атаки дронів у селищі Васищеве сталася масштабна пожежа на території приватного підприємства. Жертв немає, триває ліквідація наслідків.
У Одеській області внаслідок нічної атаки дронів пошкоджено житловий будинок, дахи кількох осель, два гаражі, легкові автомобілі, паркан і газопровід. У Великодолинському постраждав 14-річний хлопець. У Дніпропетровській області сили ППО знищили два «Shahed». У Нікопольському районі обстрілів зазнали Покровська, Мирівська та Марганецька громади. Пошкоджено кафе, підприємство, три приватні будинки, господарські споруди та авто.
У Миколаївській області зафіксовано обстріли прикордонних територій. У селі Миколаївської громади Сумщини ворог застосував касетні боєприпаси — одна людина загинула, двоє поранені.
У Київській області уламки збитих дронів пошкодили приватні будинки у Бориспільському, Фастівському та Бучанському районах. У столиці вибито вікна в будинку, уламки впали на територію гаражного кооперативу. У Хмельницькій області пошкоджено 18 житлових будинків, господарську споруду, лінію електропередач і чотири підприємства (склади, цехи, адмінбудівлі) в Старокостянтинівській громаді.
Протягом доби зафіксовано 187 бойових зіткнень. Найінтенсивніші бої проходили на Покровському напрямку.
У Німеччині росіяни підпалили стоянку з армійськими вантажівками Бундесверу на одному з військових об'єктів в Ерфурті. На відео горить щонайменше шість вантажівок Rheinmetall MAN різних модифікацій. Однак на їх бортах добре помітно характерні хрести Бундесверу та німецькі автомобільні номери, що свідчить про їх приналежність до ЗС Німеччини.
Європейська рада не змогла затвердити 18-й пакет санкцій проти Росії. Це випливає з комюніке, яке опублікували на сайті Євроради. ЄС із міжнародними партнерами має намір і надалі обмежувати здатність Росії вести війну проти України. Санкційна політика залишається ключовим інструментом для досягнення цієї мети — йдеться у висновках, ухвалених за підсумками засідання Європейської ради. Угорщина і Словаччина вирішили не підтримувати план Європейського Союзу.

### 27 червня

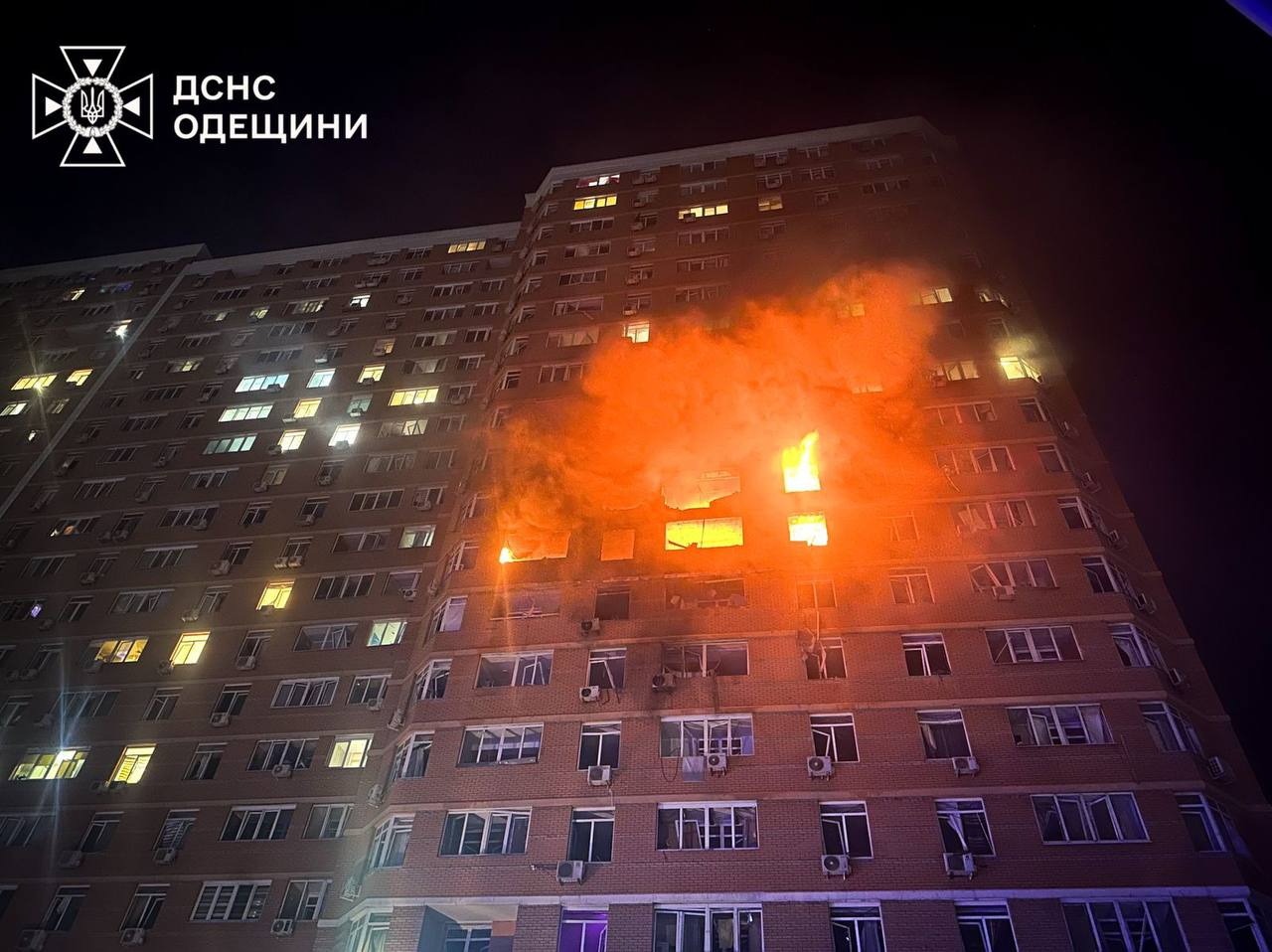
Будинок в Одесі після атаки безпілотників

ЗС РФ втратили 970 окупантів. РФ запустила по Україні 8 ракет і 363 дрони, ППО збила 217 БПЛА, 148 — локаційно втрачені, збито 6 ракет Калібр. Найбільше ушкоджень зазнав Київ та Київська область, Херсон, Староконстантинів, та Харків. Через російські обстріли в Херсоні виникли перебої з енергопостачанням області. Внаслідок російського обстрілу Харківщини загинув цивільний, чотирьох поранено. Вночі росіяни атакували дронами Запоріжжя, почалися були пожежі, зафіксовано пошкодження нежитлових будівель. У Костянтинівці внаслідок російскього удару Смерчем одна людина загинула.
В Нікопольській області в Покровській та Марганецькій громадах від удару FPV-дронами постраждало 4 людини.
Вранці росіяни вдруге за поточний тиждень завдали ударів балістичними ракетами по містам Дніпро та Самар. В Самарі троє загиблих через ворожу атаку, поранені 14 людей.
Вночі Україна атакувала російський аеродром «Маріновка» у Волгоградській області. Через удар пошкоджено щонайменше чотири літаки Су-34. Два літаки СУ-34 знищені, а ще два — пошкоджені. По російських винищувачах відпрацювали за допомогою далекобійних дронів.
Вден росіяни вдарили ракетою по Чугуєву, 3 людини зазнали поранень. На Херсонщині росіяни вдарили по енергоою'єкту.
Протягом тижня просування російських військ на прикордонні Сумщини вдалося зупинити, що на Північно-Слобожанському та Курському напрямках українські військові скували близько 50 тисяч особового складу армії рф, зокрема елітні бригади їхніх ВДВ і морської піхоти.
Відбувся черговий етап великого обміну, в ході якого Україні вдалось повернути представників: Військово-морських сил, Сухопутних війск, Десантно-штумових військ, Територіальної оборони, Національної гвардії, Державної прикордонної служби. Специфікою обміну було повернення молодих воїнів. Наймолодший мав 24 роки, він потрапив в полон під час оборони Маріуполя у квітні 2022 року, у віці 21-го року. Найстаршому звільненому оборонцю — 62 роки.
ЗС РФ значно збільшили свої виробничі потужності. Росія вербує сотні африканських жінок для складання дронів-каміікадзе. Виробництво «Shahed», мова може йти до 500 дронів на добу.
Зеленський запровадив санкції щодо постачальників деталей для «Shahed» та іншого обладнання для російського ВПК. Йдеться, зокрема, про компанії з економічної зони «Алабуга». У санкційний список потрапили 52 громадяни РФ та 34 юридичні особи — російські компанії.

### 28 червня
ЗС РФ втратили 1000 окупантів. ЗС РФ атакували Україну 23 БПЛА із Приморсько-Ахтарська та мису Чауда в АР Крим. Основний напрямок удару — Одещина. ППО знешкодила 22 БпЛА, 21 — збито, один — локаційно втрачений.
ЗСУ просунулися в районі Лимана, ЗС РФ — в районі Новопавлівки. БпЛА влучив у 21-поверховий житловий будинок в Одесі. Двоє людей загинули та 17 постраждали під час вибухів в Одесі.
Вночі українські ударні дрони успішно долетіли до кримського аеродрому «Кіровське» та уразили там кілька об'єктів. Також вночі СБУ знищила три гелікоптери Мі-8, Мі-26 та Мі-28 та ворожий ЗГРК «Панцир-С1» на військовому аеродромі «Кіровське» в окупованому Криму.
СБУ вдарила по військовому аеродрому «Кіровське» в окупованому Криму, знищено три вертольоти та систему Панцир-С1.
Партизанська група «Атеш» повідомила, що було підпалено сигнальну шафу залізниці поблизу Ясинуватих у Донецькій області, на маршруті, який використовується російською військовою логістикою. За даними групи, саботований ділянка знаходиться поблизу російських військових частин, складів і промислових об'єктів, додавши, що атака перервала доставку поїзда, що перевозив паливо для російських військ.
США скасували санкції щодо проєкту АЕС «Пакш II» в Угорщині, яку будує російський «Росатом». Розрахунки між Росією та Угорщиною проводилися через Газпромбанк, який потрапив під санкції в листопаді 2024 року.
РФ повертала до служби застарілі танки Т-62 через втрати техніки та нестачу сучасної військової техніки.

### 29 червня
ЗС РФ запустила по Україні 477 дронів та десятки ракет. Більшість ударів були спрямовані по Львівщині, Кременчуку, Миколаєву, Донеччині, Черкащині. ЗС РФ намагалася бити по критичній інфраструктурі. Дрогобич зазнав наймасовішої атаки протягом війни, одне з підприємств було вражено 21 раз, у місті почалася пожежа. Тривали важкі бої біля Покровська.
У Смілі Черкаської області 11 людей поранено. Ракетного удару завдано по Запоріжжю. У Кременчуцькому районі було атаковано підприємство, виникла пожежа.
Росіяни вдарили по вокзалу Полтава-Південна, пошкодивши залізничну інфраструктуру. Під час відпрацювання дронів український літак F-16 був збитий із пілотом Максимом Устименко. Президент України присвоїв Устименку звання Герой України (посмертно).
ЗС РФ вдарила ракетою по Центральному району Херсона, одна людина загинула, одна травмована. ЗС РФ вдарили по Куп'янську та Вільхуватці, загинула цивільний житель, одна особа зазнала поранень В Миколаєві ЗС РФ вдарили по об'єкту інфраструктури. РФ вдарила по Степногірську, снаряд влучив у багатоповерхівку.
На Сіверському напрямку українські оборонці 20-го окремого полку безпілотних систем К-2 взяли в полон двох громадян Камеруну, котрі воювали на боці Росії.
Зеленський підписав указ про вихід України з Оттавської конвенції. Україна підписала Оттавську конвенцію 24 лютого 1999 року, визнавши необхідність заборони використання протипіхотних мін. На момент ратифікації Україна мала один із найбільших у світі запасів таких мін — понад 6 мільйонів одиниць, зокрема типів ПМН, ПМН-2, ПОМ-2 та інших, що підпадали під заборону згідно з Конвенцією.
В російській Казані завершено розширення авіаційного заводу імені Горбунова, на якому виготовляють і модернізують стратегічні бомбардувальники, здатні нести ядерну зброю. Взимку на заводі було зведено великі виробничі корпуси. Модернізацію підприємства здійснюють у межах програми вартістю 1 млрд євро, яка має на меті посилення виробництва у військовій та цивільній авіації.

### 30 червня
Вночі ЗС РФ атакували Україну 107 БпЛА, ППО знешкодили 74, з них 64 збито, 10 локаційно втрачені/подавлені РЕБ. Основним напрямком удару були Донеччина та Харківщина. Дроном атакували Кривий Ріг, постраждало відділення ТЦК, троє поранено.
ЗСУ звільнили Андріївку і просунулися в районі Олексіївки, відтіснивши росіян від Сум.
Пізно вночі українська сторона запустила ракети по Донецьку та Ясиноватому. Низка українських OSINT-ресурсів повідомляла про ураження в Донецьку будівлі, у якій, імовірно, займаються виробництвом дронів та засобів радіоелектронної боротьби Українська сторона повідомляє про ураження командного центру 8-ої загальновійськової армії. Окрім Донецька, під обстрілом опинилася сусідня Ясинувата.
Україна отримала від Канади $1,7 млрд (2,3 млрд канадських доларів) в межах Extraordinary Revenue Acceleration (ERA).

## Підсумки місяця
Протягом червня російські війська окупували 556 км2 української території, що є найгіршим показником 2025 року. За показниками DeepState, найбільше просувань припало на Новопавлівський (29 %), Покровський (27 %) та Сумський напрямки (18 %). 75 % просувань були у трьох місцях. 25 % припадає на інші ділянки фронту ледве не у рівних пропорціях (по 4-6 % на напрямок).
Протягом місяця ЗС РФ втратили 9300 військовослужбовців лише у Сумській області. В червні втрати РФ на Північнослобожанському і Курському напрямках склали 9310 людей, з яких безповоротні — 4470, санітарні — 4800, полонені — 42. Знищено 423 одиниці військової техніки росіян, з яких шість танків, 20 бронемашин, 89 артилерійських систем і РСЗВ, три засоби ППО.